# Kanada a 2022. évi téli olimpiai játékokon
Kanada a kínai Pekingben megrendezett 2022. évi téli olimpiai játékok egyik részt vevő nemzete volt. Az országot az olimpián 14 sportágban 215 sportoló képviselte, akik összesen 26 érmet szereztek.

## Érmesek
| Érem  | Versenyző | Sportág                    | Versenyszám            |
| ----- | --- | -------------------------- | ---------------------- |
| Arany | Ivanie Blondin Valérie Maltais Isabelle Weidemann | Gyorskorcsolya             | Női csapatverseny      |
| Arany | Nemzeti válogatott Erin Ambrose Ashton Bell Kristen Campbell Emily Clark Mélodie Daoust Ann-Renée Desbiens Renata Fast Sarah Fillier Brianne Jenner Rebecca Johnston Jocelyne Larocque Emma Maltais Emerance Maschmeyer Sarah Nurse Marie-Philip Poulin Jamie Lee Rattray Jill Saulnier Ella Shelton Natalie Spooner Laura Stacey Claire Thompson Blayre Turnbull Micah Zandee-Hart | Jégkorong                  | Női torna              |
| Arany | Pascal Dion Steven Dubois Jordan Pierre-Gilles Charles Hamelin Maxime Laoun | Rövidpályás gyorskorcsolya | Férfi 5000 m váltó     |
| Arany | Max Parrot | Snowboard                  | Férfi slopestyle       |
| Ezüst | Laurent Dubreuil | Gyorskorcsolya             | Férfi 1000 m           |
| Ezüst | Isabelle Weidemann | Gyorskorcsolya             | Női 5000 m             |
| Ezüst | Ivanie Blondin | Gyorskorcsolya             | Női tömegrajtos        |
| Ezüst | Steven Dubois | Rövidpályás gyorskorcsolya | Férfi 1500 m           |
| Ezüst | Mikaël Kingsbury | Síakrobatika               | Férfi mogul            |
| Ezüst | Cassie Sharpe | Síakrobatika               | Női félcső             |
| Ezüst | Marielle Thompson | Síakrobatika               | Női síkrossz           |
| Ezüst | Éliot Grondin | Snowboard                  | Férfi snowboard cross  |
| Bronz | James Crawford | Alpesisí                   | Férfi alpesi összetett |
| Bronz | Justin Kripps Ben Coakwell Ryan Sommer Cam Stones | Bob                        | Férfi négyes           |
| Bronz | Christine de Bruin | Bob                        | Női mono               |
| Bronz | Brad Gushue Mark Nichols Brett Gallant Geoff Walker Marc Kennedy | Curling                    | Férfi                  |
| Bronz | Isabelle Weidemann | Gyorskorcsolya             | Női 3000 m             |
| Bronz | Steven Dubois | Rövidpályás gyorskorcsolya | Férfi 500 m            |
| Bronz | Kim Boutin | Rövidpályás gyorskorcsolya | Női 500 m              |
| Bronz | Miha Fontaine Lewis Irving Marion Thénault | Síakrobatika               | Vegyes ugrás           |
| Bronz | Rachael Karker | Síakrobatika               | Női félcső             |
| Bronz | Alexandria Loutitt Matthew Soukup Abigail Strate Mackenzie Boyd-Clowes | Síugrás                    | Vegyes csapatverseny   |
| Bronz | Max Parrot | Snowboard                  | Férfi big air          |
| Bronz | Mark McMorris | Snowboard                  | Férfi slopestyle       |
| Bronz | Meryeta O’Dine | Snowboard                  | Női snowboard cross    |
| Bronz | Éliot Grondin Meryeta O'Dine | Snowboard                  | Vegyes snowboard cross |

## Alpesisí
Férfi
| Versenyző          | Versenyszám            | 1. futam      | 1. futam      | 2. futam | 2. futam | Összesítés    | Összesítés    |
| Versenyző          | Versenyszám            | Idő           | Hely.         | Idő      | Hely.    | Idő           | Helyezés      |
| ------------------ | ---------------------- | ------------- | ------------- | -------- | -------- | ------------- | ------------- |
| James Crawford     | Lesiklás               |               |               |          |          | 1:42,92       | 4.            |
| James Crawford     | Szuperóriás-műlesiklás |               |               |          |          | 1:20,79       | 6.            |
| Trevor Philp       | Szuperóriás-műlesiklás |               |               |          |          | 1:21,34       | 10.           |
| Trevor Philp       | Óriás-műlesiklás       | 1:07,14       | 25.           | 1:11,94  | 24.      | 2:19,08       | 24.           |
| Trevor Philp       | Műlesiklás             | nem ért célba | nem ért célba | kiesett  | kiesett  | kiesett       | kiesett       |
| Erik Read          | Óriás-műlesiklás       | 1:04,77       | 16.           | 1:07,67  | 12.      | 2:12,44       | 13.           |
| Erik Read          | Műlesiklás             | 55,90         | 22.           | 53,20    | 24.      | 1:49,10       | 24.           |
| Brodie Seger       | Lesiklás               |               |               |          |          | 1:44,68       | 22.           |
| Brodie Seger       | Szuperóriás-műlesiklás |               |               |          |          | nem ért célba | nem ért célba |
| Broderick Thompson | Lesiklás               |               |               |          |          | nem ért célba | nem ért célba |
| Broderick Thompson | Szuperóriás-műlesiklás |               |               |          |          | nem ért célba | nem ért célba |

| Versenyző          | Versenyszám | Lesiklás | Lesiklás | Műlesiklás    | Műlesiklás    | Összesítés | Összesítés               |         |         |
| Versenyző          | Versenyszám | Idő      | Hely.    | Idő           | Hely.         | Idő        | Helyezés                 |         |         |
| ------------------ | ----------- | -------- | -------- | ------------- | ------------- | ---------- | ------------------------ | ------- | ------- |
| James Crawford     | Összetett   | 1:43,14  | 2.       | 48,97         | 7.            | 2:32,11    | 3. helyezett, bronzérmes |         |         |
| Trevor Philp       | Összetett   | 1:46,84  | 19.      | nem ért célba | nem ért célba | kiesett    | kiesett                  | kiesett | kiesett |
| Brodie Seger       | Összetett   | 1:43,54  | 3.       | 51,49         | 10.           | 2:35,03    | 9.                       |         |         |
| Broderick Thompson | Összetett   | 1:44,39  | 8.       | 49,81         | 8.            | 2:34,20    | 8.                       |         |         |

Női
| Versenyző            | Versenyszám            | 1. futam      | 1. futam      | 2. futam | 2. futam | Összesítés | Összesítés |
| Versenyző            | Versenyszám            | Idő           | Hely.         | Idő      | Hely.    | Idő        | Helyezés   |
| -------------------- | ---------------------- | ------------- | ------------- | -------- | -------- | ---------- | ---------- |
| Marie-Michèle Gagnon | Lesiklás               |               |               |          |          | 1:33,45    | 8.         |
| Marie-Michèle Gagnon | Szuperóriás-műlesiklás |               |               |          |          | 1:14,65    | 14.        |
| Roni Remme           | Lesiklás               |               |               |          |          | 1:35,36    | 24.        |
| Roni Remme           | Szuperóriás-műlesiklás |               |               |          |          | 1:15,78    | 24.        |
| Cassidy Gray         | Óriás-műlesiklás       | nem ért célba | nem ért célba | kiesett  | kiesett  | kiesett    | kiesett    |
| Valérie Grenier      | Óriás-műlesiklás       | nem ért célba | nem ért célba | kiesett  | kiesett  | kiesett    | kiesett    |
| Erin Mielzynski      | Műlesiklás             | 53,93         | 17.           | 53,59    | 22.      | 1:47,52    | 16.        |
| Ali Nullmeyer        | Műlesiklás             | 54,67         | 23.           | 53,29    | 17.      | 1:47,96    | 21.        |
| Amelia Smart         | Műlesiklás             | 55,26         | 28.           | 54,06    | 26.      | 1:49,32    | 27.        |
| Laurence St. Germain | Műlesiklás             | 54,51         | 22.           | 53,06    | 10.      | 1:47,57    | 17.        |

| Versenyző  | Versenyszám | Lesiklás      | Lesiklás      | Műlesiklás | Műlesiklás | Összesítés | Összesítés |
| Versenyző  | Versenyszám | Idő           | Hely.         | Idő        | Hely.      | Idő        | Helyezés   |
| ---------- | ----------- | ------------- | ------------- | ---------- | ---------- | ---------- | ---------- |
| Roni Remme | Összetett   | nem ért célba | nem ért célba | kiesett    | kiesett    | kiesett    | kiesett    |

Vegyes
| Versenyző                                           | Versenyszám | Nyolcaddöntő             | Negyeddöntő       | Elődöntő          | Döntő             | Helyezés |
| Versenyző                                           | Versenyszám | Ellenfél Eredmény        | Ellenfél Eredmény | Ellenfél Eredmény | Ellenfél Eredmény | Helyezés |
| --------------------------------------------------- | ----------- | ------------------------ | ----------------- | ----------------- | ----------------- | -------- |
| Cassidy Gray Erin Mielzynski Trevor Philp Erik Read | Vegyes      | Szlovénia (SLO) · V 2–2* | kiesett           | kiesett           | kiesett           | 9.       |

## Biatlon
Férfi
| Versenyző                                            | Versenyszám            | Időeredmény | Lövőhiba | Helyezés |
| ---------------------------------------------------- | ---------------------- | ----------- | -------- | -------- |
| Jules Burnotte                                       | 10 km sprint           | 25:50,3     | 2+0      | 29.      |
| Jules Burnotte                                       | 12,5 km üldözőverseny  | 43:48,2     | 1+2+1+1  | 28.      |
| Jules Burnotte                                       | 20 km egyéni indításos | 52:32,3     | 1+1+1+0  | 36.      |
| Christian Gow                                        | 10 km sprint           | 25:15,5     | 0+0      | 12.      |
| Christian Gow                                        | 12,5 km üldözőverseny  | 44:10,5     | 0+2+0+3  | 35.      |
| Christian Gow                                        | 15 km tömegrajtos      | 41:02,5     | 0+0+0+3  | 13.      |
| Christian Gow                                        | 20 km egyéni indításos | 52:21,9     | 0+0+2+0  | 24.      |
| Scott Gow                                            | 10 km sprint           | 25:56,7     | 1+1      | 34.      |
| Scott Gow                                            | 12,5 km üldözőverseny  | 43:18,7     | 0+2+0+2  | 20.      |
| Scott Gow                                            | 15 km tömegrajtos      | 42:17,6     | 0+4+2+1  | 25.      |
| Scott Gow                                            | 20 km egyéni indításos | 49:53,0     | 0+1+0+0  | 5.       |
| Adam Runnalls                                        | 10 km sprint           | 26:00,5     | 1+1      | 35.      |
| Adam Runnalls                                        | 12,5 km üldözőverseny  | 43:59,9     | 1+0+2+2  | 30.      |
| Adam Runnalls                                        | 15 km tömegrajtos      | 41:35,0     | 2+1+1+1  | 18.      |
| Adam Runnalls                                        | 20 km egyéni indításos | 53:24,7     | 1+0+0+2  | 33.      |
| Jules Burnotte Christian Gow Scott Gow Adam Runnalls | 4 × 7,5 km váltó       | 1:21:46,5   | 2+9      | 6.       |

Női
| Versenyző                                            | Versenyszám            | Időeredmény | Lövőhiba | Helyezés |
| ---------------------------------------------------- | ---------------------- | ----------- | -------- | -------- |
| Megan Bankes                                         | 7,5 km sprint          | 24:35,4     | 1+2      | 77.      |
| Megan Bankes                                         | 15 km egyéni indításos | 48:47,2     | 0+0+0+2  | 33.      |
| Sarah Beaudry                                        | 7,5 km sprint          | 24:45,9     | 1+1      | 80.      |
| Sarah Beaudry                                        | 15 km egyéni indításos | 53:55,0     | 3+1+1+0  | 80.      |
| Emily Dickson                                        | 7,5 km sprint          | 24:50,3     | 2+1      | 81.      |
| Emily Dickson                                        | 15 km egyéni indításos | 52:26,1     | 2+1+0+2  | 70.      |
| Emma Lunder                                          | 7,5 km sprint          | 22:47,6     | 0+1      | 32.      |
| Emma Lunder                                          | 10 km üldözőverseny    | 42:19,3     | 1+3+2+1  | 54.      |
| Emma Lunder                                          | 15 km egyéni indításos | 52:02,4     | 0+2+3+2  | 67.      |
| Megan Bankes Sarah Beaudry Emily Dickson Emma Lunder | 4 × 6 km váltó         | 1:15:34,3   | 0+8      | 10.      |

Vegyes
| Versenyző                                         | Versenyszám  | Időeredmény | Lövőhiba | Helyezés |
| ------------------------------------------------- | ------------ | ----------- | -------- | -------- |
| Sarah Beaudry Christian Gow Scott Gow Emma Lunder | Vegyes váltó | 1:11:12,4   | 3+17     | 14.      |

## Bob
Férfi
| Versenyző                                                     | Versenyszám | 1. futam | 1. futam | 2. futam | 2. futam | 3. futam | 3. futam | 4. futam | 4. futam | Összesítés | Összesítés               |
| Versenyző                                                     | Versenyszám | Idő      | Hely.    | Idő      | Hely.    | Idő      | Hely.    | Idő      | Hely.    | Idő        | Helyezés                 |
| ------------------------------------------------------------- | ----------- | -------- | -------- | -------- | -------- | -------- | -------- | -------- | -------- | ---------- | ------------------------ |
| Taylor Austin* Daniel Sunderland                              | Kettes      | 1:00,11  | 21.      | 1:00,41  | 21.      | 1:00,29  | 19.      | 1:00,55  | 19.      | 4:01,36    | 20.                      |
| Justin Kripps* Cam Stones                                     | Kettes      | 59,61    | 8.       | 1:00,08  | 14.      | 59,71    | 7.       | 1:00,00  | 8.       | 3:59,40    | 10.                      |
| Mike Evelyn Christopher Spring*                               | Kettes      | 59,54    | 6.       | 1:00,03  | 10.      | 59,76    | 8.       | 59,93    | 5.       | 3:59,26    | 7.                       |
| Taylor Austin* Jay Dearborn Chris Patrician Daniel Sunderland | Négyes      | 59,67    | 22.      | 59,81    | 22.      | 59,79    | 24.      | kiesett  | kiesett  | kiesett    | 23.                      |
| Justin Kripps* Ben Coakwell Ryan Sommer Cam Stones            | Négyes      | 58,38    | 3.       | 59,00    | 5.       | 58,44    | 5.       | 59,27    | 3.       | 3:55,09    | 3. helyezett, bronzérmes |
| Christopher Spring* Mike Evelyn Sam Giguère Cody Sorensen     | Négyes      | 59,10    | 12.      | 59,33    | 10.      | 59,10    | 10.      | 59,46    | 11.      | 3:56,99    | 9.                       |

Női
| Versenyző                              | Versenyszám | 1. futam | 1. futam | 2. futam | 2. futam | 3. futam | 3. futam | 4. futam | 4. futam | Összesítés | Összesítés               |
| Versenyző                              | Versenyszám | Idő      | Hely.    | Idő      | Hely.    | Idő      | Hely.    | Idő      | Hely.    | Idő        | Helyezés                 |
| -------------------------------------- | ----------- | -------- | -------- | -------- | -------- | -------- | -------- | -------- | -------- | ---------- | ------------------------ |
| Cynthia Appiah                         | Mono        | 1:05,75  | =12.     | 1:05,53  | 5.       | 1:05,78  | 8.       | 1:05,98  | 9.       | 4:23,04    | 8.                       |
| Christine de Bruin                     | Mono        | 1:05,12  | =3.      | 1:05,02  | 2.       | 1:05,38  | 4.       | 1:05,51  | 5.       | 4:21,03    | 3. helyezett, bronzérmes |
| Cynthia Appiah* Dawn Richardson Wilson | Kettes      | 1:01,75  | 8.       | 1:01,89  | 7.       | 1:01,95  | 10.      | 1:01,93  | 9.       | 4:07,52    | 8.                       |
| Christine de Bruin* Kristen Bujnowski  | Kettes      | 1:01,45  | 5.       | 1:01,76  | 4.       | 1:01,43  | 5.       | 1:01,73  | 6.       | 4:06,37    | 5.                       |
| Melissa Lotholz* Sara Villani          | Kettes      | 1:02,12  | 18.      | 1:02,09  | 10.      | 1:01,85  | 8.       | 1:02,31  | 15.      | 4:08,37    | 12.                      |

* – a bob vezetője

## Curling

### Férfi
- Brad Gushue
- Mark Nichols
- Brett Gallant
- Geoff Walker
- Marc Kennedy

Csoportkör
| Nemzet                                 | Skip            | Gy | V | Gy–V     | P+ | P- | Gy end | V end | Üres endek | Rabolt endek | Lökés % | DSC   |
| -------------------------------------- | --------------- | -- | - | -------- | -- | -- | ------ | ----- | ---------- | ------------ | ------- | ----- |
| Nagy-Britannia                         | Bruce Mouat     | 8  | 1 | –        | 63 | 44 | 39     | 31    | 5          | 10           | 88%     | 18,81 |
| Svédország                             | Niklas Edin     | 7  | 2 | –        | 64 | 44 | 43     | 30    | 10         | 11           | 86%     | 14,02 |
| Kanada                                 | Brad Gushue     | 5  | 4 | 1–0      | 58 | 50 | 34     | 38    | 7          | 7            | 84%     | 26,49 |
| Egyesült Államok                       | John Shuster    | 5  | 4 | 0–1      | 56 | 61 | 35     | 41    | 4          | 5            | 83%     | 32,29 |
| Kína                                   | Ma Xiuyue       | 4  | 5 | 2–1; 1–0 | 59 | 62 | 39     | 36    | 6          | 4            | 85%     | 23,55 |
| Norvégia                               | Steffen Walstad | 4  | 5 | 2–1; 0–1 | 58 | 53 | 40     | 36    | 0          | 11           | 84%     | 20,96 |
| Svájc                                  | Peter de Cruz   | 4  | 5 | 1–2; 1–0 | 51 | 54 | 33     | 38    | 13         | 3            | 84%     | 15,74 |
| Az Orosz Olimpiai Bizottság versenyzői | Szergej Gluhov  | 4  | 5 | 1–2; 0–1 | 58 | 58 | 33     | 38    | 6          | 6            | 81%     | 33,72 |
| Olaszország                            | Joël Retornaz   | 3  | 6 | –        | 59 | 65 | 36     | 35    | 3          | 8            | 82%     | 30,76 |
| Dánia                                  | Mikkel Krause   | 1  | 8 | –        | 36 | 71 | 30     | 39    | 3          | 2            | 78%     | 32,84 |

1. forduló, február 9., 20:05 (13:05)
| Sheet A         | 1 | 2 | 3 | 4 | 5 | 6 | 7 | 8 | 9 | 10 | VE |
| Dánia (Krause)  | 0 | 2 | 0 | 2 | 0 | 0 | 1 | 0 | X | X  | 5  |
| Kanada (Gushue) | 1 | 0 | 3 | 0 | 1 | 2 | 0 | 3 | X | X  | 10 |

2. forduló, február 10., 14:05 (7:05)
| Sheet B            | 1 | 2 | 3 | 4 | 5 | 6 | 7 | 8 | 9 | 10 | VE |
| Norvégia (Walstad) | 0 | 2 | 0 | 0 | 1 | 0 | 0 | 0 | 2 | 0  | 5  |
| Kanada (Gushue)    | 2 | 0 | 0 | 1 | 0 | 0 | 0 | 2 | 0 | 1  | 6  |

4. forduló, február 11., 20:05 (13:05)
| Sheet D         | 1 | 2 | 3 | 4 | 5 | 6 | 7 | 8 | 9 | 10 | VE |
| Kanada (Gushue) | 0 | 0 | 1 | 0 | 0 | 2 | 0 | 0 | 0 | X  | 3  |
| Svájc (de Cruz) | 1 | 1 | 0 | 0 | 1 | 0 | 0 | 1 | 1 | X  | 5  |

5. forduló, február 12., 14:05 (7:05)
| Sheet B           | 1 | 2 | 3 | 4 | 5 | 6 | 7 | 8 | 9 | 10 | VE |
| Kanada (Gushue)   | 0 | 0 | 0 | 0 | 2 | 0 | 0 | 2 | 0 | 0  | 4  |
| Svédország (Edin) | 0 | 1 | 0 | 1 | 0 | 2 | 1 | 0 | 1 | 1  | 7  |

6. forduló, február 13., 9:05 (2:05)
| Sheet C                    | 1 | 2 | 3 | 4 | 5 | 6 | 7 | 8 | 9 | 10 | VE |
| Egyesült Államok (Shuster) | 0 | 0 | 1 | 0 | 0 | 3 | 0 | 1 | 0 | X  | 5  |
| Kanada (Gushue)            | 1 | 4 | 0 | 1 | 1 | 0 | 1 | 0 | 2 | X  | 10 |

8. forduló, február 14., 14:05 (7:05)
| Sheet A                | 1 | 2 | 3 | 4 | 5 | 6 | 7 | 8 | 9 | 10 | VE |
| Kanada (Gushue)        | 1 | 0 | 1 | 0 | 0 | 2 | 0 | 0 | 3 | X  | 7  |
| Olaszország (Retornaz) | 0 | 1 | 0 | 1 | 0 | 0 | 0 | 1 | 0 | X  | 3  |

9. forduló, február 15., 9:05 (2:05)
| Sheet B         | 1 | 2 | 3 | 4 | 5 | 6 | 7 | 8 | 9 | 10 | VE |
| Kanada (Gushue) | 0 | 2 | 0 | 2 | 0 | 2 | 0 | 3 | 0 | 1  | 10 |
| Kína (Ma)       | 1 | 0 | 2 | 0 | 2 | 0 | 1 | 0 | 2 | 0  | 8  |

10. forduló, február 15., 20:05 (13:05)
| Sheet D                                         | 1 | 2 | 3 | 4 | 5 | 6 | 7 | 8 | 9 | 10 | 11 | VE |
| Az Orosz Olimpiai Bizottság versenyzői (Gluhov) | 0 | 1 | 1 | 1 | 0 | 1 | 0 | 0 | 2 | 0  | 1  | 7  |
| Kanada (Gushue)                                 | 1 | 0 | 0 | 0 | 1 | 0 | 1 | 1 | 0 | 2  | 0  | 6  |

12. forduló, február 17., 9:05 (2:05)
| Sheet C                | 1 | 2 | 3 | 4 | 5 | 6 | 7 | 8 | 9 | 10 | VE |
| Kanada (Gushue)        | 0 | 2 | 0 | 0 | 0 | 0 | 0 | 0 | X | X  | 2  |
| Nagy-Britannia (Mouat) | 2 | 0 | 0 | 1 | 0 | 1 | 0 | 1 | X | X  | 5  |

Elődöntő, február 17., 20:05 (13:05)
| Sheet A           | 1 | 2 | 3 | 4 | 5 | 6 | 7 | 8 | 9 | 10 | VE |
| Svédország (Edin) | 0 | 1 | 0 | 2 | 0 | 0 | 0 | 1 | 0 | 1  | 5  |
| Kanada (Gushue)   | 0 | 0 | 1 | 0 | 2 | 0 | 0 | 0 | 0 | 0  | 3  |

Bronzmérkőzés, február 18., 14:05 (7:05)
| Sheet B                    | 1 | 2 | 3 | 4 | 5 | 6 | 7 | 8 | 9 | 10 | VE |
| Egyesült Államok (Shuster) | 0 | 1 | 0 | 2 | 0 | 2 | 0 | 0 | 0 | X  | 5  |
| Kanada (Gushue)            | 2 | 0 | 1 | 0 | 1 | 0 | 0 | 2 | 2 | X  | 8  |

| Csapat | Helyezés                 |
| ------ | ------------------------ |
| Kanada | 3. helyezett, bronzérmes |

### Női
- Jennifer Jones
- Kaitlyn Lawes
- Jocelyn Peterman
- Dawn McEwen
- Lisa Weagle

Csoportkör
| Nemzet                                 | Skip              | Gy | V | Gy–V | P+ | P- | Gy end | V end | Üres endek | Rabolt endek | Lökés % | DSC   |
| -------------------------------------- | ----------------- | -- | - | ---- | -- | -- | ------ | ----- | ---------- | ------------ | ------- | ----- |
| Svájc                                  | Silvana Tirinzoni | 8  | 1 | –    | 67 | 46 | 44     | 36    | 4          | 12           | 81,6%   | 19,14 |
| Svédország                             | Anna Hasselborg   | 7  | 2 | –    | 64 | 49 | 39     | 35    | 6          | 12           | 82,0%   | 25,02 |
| Nagy-Britannia                         | Eve Muirhead      | 5  | 4 | 1–1  | 63 | 47 | 39     | 33    | 4          | 9            | 80,6%   | 35,27 |
| Japán                                  | Satsuki Fujisawa  | 5  | 4 | 1–1  | 64 | 62 | 40     | 36    | 2          | 13           | 82,3%   | 36,00 |
| Kanada                                 | Jennifer Jones    | 5  | 4 | 1–1  | 71 | 59 | 42     | 41    | 1          | 14           | 80,4%   | 45,44 |
| Egyesült Államok                       | Tabitha Peterson  | 4  | 5 | 2–0  | 60 | 64 | 40     | 39    | 2          | 12           | 79,5%   | 33,87 |
| Kína                                   | Han Yu            | 4  | 5 | 1–1  | 56 | 67 | 38     | 41    | 3          | 10           | 79,6%   | 30,06 |
| Dél-Korea                              | Kim Eun-jung      | 4  | 5 | 0–2  | 62 | 66 | 40     | 42    | 3          | 10           | 80,8%   | 27,79 |
| Dánia                                  | Madeleine Dupont  | 2  | 7 | –    | 50 | 68 | 33     | 41    | 7          | 0            | 77,2%   | 23,36 |
| Az Orosz Olimpiai Bizottság versenyzői | Alina Kovaljova   | 1  | 8 | –    | 50 | 79 | 34     | 45    | 2          | 7            | 78,9%   | 29,34 |

2. forduló, február 10., 20:05 (13:05)
| Sheet A         | 1 | 2 | 3 | 4 | 5 | 6 | 7 | 8 | 9 | 10 | VE |
| Kanada (Jones)  | 0 | 2 | 0 | 3 | 1 | 0 | 3 | 0 | 1 | 2  | 12 |
| Dél-Korea (Kim) | 1 | 0 | 3 | 0 | 0 | 2 | 0 | 1 | 0 | 0  | 7  |

3. forduló, február 11., 14:05 (7:05)
| Sheet B             | 1 | 2 | 3 | 4 | 5 | 6 | 7 | 8 | 9 | 10 | VE |
| Kanada (Jones)      | 0 | 2 | 0 | 0 | 0 | 2 | 0 | 1 | 0 | X  | 5  |
| Japán (Fudzsiszava) | 1 | 0 | 2 | 1 | 1 | 0 | 2 | 0 | 1 | X  | 8  |

4. forduló, február 12., 9:05 (2:05)
| Sheet A                 | 1 | 2 | 3 | 4 | 5 | 6 | 7 | 8 | 9 | 10 | VE |
| Svédország (Hasselborg) | 0 | 0 | 2 | 0 | 3 | 0 | 1 | 0 | 1 | 0  | 7  |
| Kanada (Jones)          | 1 | 0 | 0 | 1 | 0 | 1 | 0 | 2 | 0 | 1  | 6  |

6. forduló, február 13., 14:05 (7:05)
| Sheet D           | 1 | 2 | 3 | 4 | 5 | 6 | 7 | 8 | 9 | 10 | VE |
| Svájc (Tirinzoni) | 1 | 1 | 0 | 1 | 0 | 0 | 1 | 2 | 2 | X  | 8  |
| Kanada (Jones)    | 0 | 0 | 1 | 0 | 2 | 1 | 0 | 0 | 0 | X  | 4  |

7. forduló, február 14., 9:05 (2:05)
| Sheet C                                            | 1 | 2 | 3 | 4 | 5 | 6 | 7 | 8 | 9 | 10 | VE |
| Kanada (Jones)                                     | 2 | 2 | 0 | 2 | 0 | 2 | 0 | 1 | 2 | X  | 11 |
| Az Orosz Olimpiai Bizottság versenyzői (Kovaljova) | 0 | 0 | 1 | 0 | 2 | 0 | 2 | 0 | 0 | X  | 5  |

8. forduló, február 14., 20:05 (13:05)
| Sheet B                   | 1 | 2 | 3 | 4 | 5 | 6 | 7 | 8 | 9 | 10 | VE |
| Nagy-Britannia (Muirhead) | 0 | 0 | 1 | 0 | 0 | 1 | 0 | 1 | 0 | 0  | 3  |
| Kanada (Jones)            | 1 | 0 | 0 | 0 | 3 | 0 | 1 | 0 | 1 | 1  | 7  |

10. forduló, február 16., 9:05 (2:05)
| Sheet A                     | 1 | 2 | 3 | 4 | 5 | 6 | 7 | 8 | 9 | 10 | VE |
| Kanada (Jones)              | 0 | 2 | 2 | 0 | 0 | 1 | 1 | 0 | 0 | 1  | 7  |
| Egyesült Államok (Peterson) | 1 | 0 | 0 | 1 | 1 | 0 | 0 | 2 | 1 | 0  | 6  |

11. forduló, február 16., 20:05 (13:05)
| Sheet D        | 1 | 2 | 3 | 4 | 5 | 6 | 7 | 8 | 9 | 10 | 11 | VE |
| Kanada (Jones) | 0 | 0 | 1 | 2 | 0 | 5 | 0 | 0 | 1 | 0  | 0  | 9  |
| Kína (Han)     | 1 | 2 | 0 | 0 | 2 | 0 | 2 | 1 | 0 | 1  | 2  | 11 |

12. forduló, február 17., 14:05 (7:05)
| Sheet C        | 1 | 2 | 3 | 4 | 5 | 6 | 7 | 8 | 9 | 10 | VE |
| Dánia (Dupont) | 0 | 1 | 0 | 2 | 0 | 0 | 0 | 1 | X | X  | 4  |
| Kanada (Jones) | 1 | 0 | 2 | 0 | 2 | 3 | 2 | 0 | X | X  | 10 |

| Csapat | Helyezés |
| ------ | -------- |
| Kanada | 5.       |

### Vegyes páros
- Rachel Homan
- John Morris

Csoportkör
| Nemzet                 | Név                                   | Gy | V | Gy–V | P+ | P- | Gy end | V end | Üres endek | Rabolt endek | Lökés % | DSC   |
| ---------------------- | ------------------------------------- | -- | - | ---- | -- | -- | ------ | ----- | ---------- | ------------ | ------- | ----- |
| Olaszország (ITA)      | Stefania Constantini / Amos Mosaner   | 9  | 0 | –    | 79 | 48 | 43     | 28    | 0          | 17           | 79%     | 25,34 |
| Norvégia (NOR)         | Kristin Skaslien / Magnus Nedregotten | 6  | 3 | 1–0  | 68 | 50 | 40     | 28    | 0          | 15           | 82%     | 24,48 |
| Nagy-Britannia (GBR)   | Jennifer Dodds / Bruce Mouat          | 6  | 3 | 0–1  | 60 | 50 | 38     | 33    | 0          | 12           | 79%     | 22,48 |
| Svédország (SWE)       | Almida de Val / Oskar Eriksson        | 5  | 4 | 1–0  | 55 | 54 | 35     | 33    | 0          | 10           | 76%     | 21,77 |
| Kanada (CAN)           | Rachel Homan / John Morris            | 5  | 4 | 0–1  | 57 | 54 | 33     | 39    | 0          | 8            | 78%     | 53,73 |
| Csehország (CZE)       | Zuzana Paulová / Tomáš Paul           | 4  | 5 | –    | 50 | 65 | 29     | 39    | 1          | 7            | 75%     | 33,41 |
| Svájc (SUI)            | Jenny Perret / Martin Rios            | 3  | 6 | 1–0  | 55 | 58 | 32     | 39    | 0          | 6            | 73%     | 39,04 |
| Egyesült Államok (USA) | Vicky Persinger / Chris Plys          | 3  | 6 | 0–1  | 50 | 67 | 34     | 36    | 0          | 9            | 74%     | 27,29 |
| Kína (CHN)             | Fan Suyuan / Ling Zhi                 | 2  | 7 | 1–0  | 51 | 64 | 34     | 36    | 0          | 7            | 74%     | 17,81 |
| Ausztrália (AUS)       | Tahli Gill / Dean Hewitt              | 2  | 7 | 0–1  | 52 | 67 | 31     | 38    | 1          | 8            | 72%     | 50,51 |

2. forduló, február 3., 9:05 (2:05)
| Sheet D            | Sheet D                        | 1 | 2 | 3 | 4 | 5 | 6 | 7 | 8 | VE |
|                    | Nagy-Britannia (Dodds / Mouat) | 0 | 1 | 1 | 0 | 1 | 0 | 2 | 1 | 6  |
| 1. end utolsó köve | Kanada (Homan / Morris)        | 1 | 0 | 0 | 1 | 0 | 2 | 0 | 0 | 4  |

4. forduló, február 3., 20:05 (13:05)
| Sheet A            | Sheet A                           | 1 | 2 | 3 | 4 | 5 | 6 | 7 | 8 | VE |
| 1. end utolsó köve | Norvégia (Skaslien / Nedregotten) | 2 | 0 | 1 | 0 | 2 | 0 | 1 | 0 | 6  |
|                    | Kanada (Homan / Morris)           | 0 | 4 | 0 | 1 | 0 | 1 | 0 | 1 | 7  |

5. forduló, február 4., 8:35 (1:35)
| Sheet C            | Sheet C                 | 1 | 2 | 3 | 4 | 5 | 6 | 7 | 8 | VE |
|                    | Kanada (Homan / Morris) | 3 | 0 | 1 | 0 | 2 | 0 | 1 | 0 | 7  |
| 1. end utolsó köve | Svájc (Perret / Rios)   | 0 | 1 | 0 | 1 | 0 | 2 | 0 | 1 | 5  |

6. forduló, február 4., 13:35 (6:35)
| Sheet B            | Sheet B                 | 1 | 2 | 3 | 4 | 5 | 6 | 7 | 8 | VE |
| 1. end utolsó köve | Kína (Fan / Ling)       | 1 | 0 | 0 | 2 | 0 | 1 | 0 | 2 | 6  |
|                    | Kanada (Homan / Morris) | 0 | 2 | 2 | 0 | 2 | 0 | 2 | 0 | 8  |

8. forduló, február 5., 14:05 (7:05)
| Sheet C            | Sheet C                        | 1 | 2 | 3 | 4 | 5 | 6 | 7 | 8 | VE |
|                    | Svédország (de Val / Eriksson) | 1 | 1 | 0 | 3 | 0 | 1 | X | X | 6  |
| 1. end utolsó köve | Kanada (Homan / Morris)        | 0 | 0 | 1 | 0 | 1 | 0 | X | X | 2  |

9. forduló, február 5., 20:05 (13:05)
| Sheet D            | Sheet D                             | 1 | 2 | 3 | 4 | 5 | 6 | 7 | 8 | VE |
| 1. end utolsó köve | Egyesült Államok (Persinger / Plys) | 1 | 0 | 1 | 0 | 0 | 0 | 0 | X | 2  |
|                    | Kanada (Homan / Morris)             | 0 | 1 | 0 | 1 | 1 | 1 | 3 | X | 7  |

11. forduló, február 6., 14:05 (7:05)
| Sheet D            | Sheet D                     | 1 | 2 | 3 | 4 | 5 | 6 | 7 | 8 | 9 | VE |
|                    | Kanada (Homan / Morris)     | 0 | 1 | 0 | 1 | 1 | 0 | 0 | 2 | 2 | 7  |
| 1. end utolsó köve | Csehország (Paulová / Paul) | 1 | 0 | 1 | 0 | 0 | 2 | 1 | 0 | 0 | 5  |

12. forduló, február 6., 20:05 (13:05)
| Sheet A            | Sheet A                    | 1 | 2 | 3 | 4 | 5 | 6 | 7 | 8 | 9 | VE |
|                    | Kanada (Homan / Morris)    | 0 | 0 | 0 | 0 | 4 | 0 | 3 | 1 | 0 | 8  |
| 1. end utolsó köve | Ausztrália (Gill / Hewitt) | 3 | 2 | 1 | 1 | 0 | 1 | 0 | 0 | 2 | 10 |

13. forduló, február 7., 9:05 (2:05)
| Sheet B            | Sheet B                             | 1 | 2 | 3 | 4 | 5 | 6 | 7 | 8 | 9 | VE |
|                    | Kanada (Homan / Morris)             | 0 | 2 | 0 | 0 | 2 | 0 | 3 | 0 | 0 | 7  |
| 1. end utolsó köve | Olaszország (Constantini / Mosaner) | 1 | 0 | 1 | 2 | 0 | 1 | 0 | 2 | 1 | 8  |

| Csapat | Helyezés |
| ------ | -------- |
| Kanada | 5.       |

## Gyorskorcsolya
Férfi
| Versenyző                | Versenyszám | Eredmény | Helyezés                 |
| ------------------------ | ----------- | -------- | ------------------------ |
| Laurent Dubreuil         | 500 m       | 34,522   | 4.                       |
| Laurent Dubreuil         | 1000 m      | 1:08,32  | 2. helyezett, ezüstérmes |
| Antoine Gélinas-Beaulieu | 500 m       | 35,840   | 29.                      |
| Antoine Gélinas-Beaulieu | 1000 m      | 1:10,075 | 22.                      |
| Antoine Gélinas-Beaulieu | 1500 m      | 1:48,00  | 23.                      |
| Gilmore Junio            | 500 m       | 35,162   | 21.                      |
| Connor Howe              | 1000 m      | 1:08,97  | 12.                      |
| Connor Howe              | 1500 m      | 1:44,86  | 5.                       |
| Tyson Langelaar          | 1500 m      | 1:47,81  | 22.                      |
| Ted-Jan Bloemen          | 5000 m      | 6:19,11  | 10.                      |
| Ted-Jan Bloemen          | 10 000 m    | 13:01,39 | 8.                       |
| Graeme Fish              | 10 000 m    | 12:58,80 | 6.                       |

Női
| Versenyző          | Versenyszám | Eredmény | Helyezés                 |
| ------------------ | ----------- | -------- | ------------------------ |
| Marsha Hudey       | 500 m       | 38,79    | 21.                      |
| Brooklyn McDougall | 500 m       | 38,84    | 22.                      |
| Heather McLean     | 500 m       | 39,31    | 27.                      |
| Maddison Pearman   | 1000 m      | 1:17,66  | 26.                      |
| Maddison Pearman   | 1500 m      | 1:59,89  | 24.                      |
| Alexa Scott        | 1000 m      | 1:15,79  | 12.                      |
| Ivanie Blondin     | 1500 m      | 1:56,49  | 13.                      |
| Ivanie Blondin     | 3000 m      | 4:06,40  | 14.                      |
| Valérie Maltais    | 3000 m      | 4:04,27  | 12.                      |
| Isabelle Weidemann | 3000 m      | 3:58,64  | 3. helyezett, bronzérmes |
| Isabelle Weidemann | 5000 m      | 6:48,18  | 2. helyezett, ezüstérmes |

Tömegrajtos
| Versenyző                | Versenyszám | Elődöntő | Elődöntő | Elődöntő | Döntő | Döntő   | Helyezés                 |
| Versenyző                | Versenyszám | Pont     | Idő      | Hely.    | Pont  | Idő     | Helyezés                 |
| ------------------------ | ----------- | -------- | -------- | -------- | ----- | ------- | ------------------------ |
| Jordan Belchos           | Férfi       | 8        | 7:46,05  | 5.       | 0     | 7:48,14 | 13.                      |
| Antoine Gélinas-Beaulieu | Férfi       | 3        | 7:56,93  | 6.       | 0     | 8:13,35 | 15.                      |
| Ivanie Blondin           | Női         | 65       | 8:28,68  | 1.       | 40    | 8:14,79 | 2. helyezett, ezüstérmes |
| Valérie Maltais          | Női         | 3        | 8:35,47  | 7.       | 6     | 8:20,46 | 6.                       |

Csapatverseny
| Versenyző                                                  | Versenyszám | Negyeddöntő  | Negyeddöntő | Elődöntő                     | Döntő                                  | Döntő                    | Döntő |
| Versenyző                                                  | Versenyszám | Ellenfél Idő | Hely.       | Ellenfél Idő                 | Ellenfél Idő                           | Helyezés                 |       |
| ---------------------------------------------------------- | ----------- | ------------ | ----------- | ---------------------------- | -------------------------------------- | ------------------------ | ----- |
| Jordan Belchos Ted-Jan Bloemen Connor Howe Tyson Langelaar | Férfi       | 3:40,17      | 5.          |                              | C döntő · Dél-Korea (KOR) · Gy 3:40,39 | 5.                       |       |
| Ivanie Blondin Valérie Maltais Isabelle Weidemann          | Női         | 2:53,99      | 2.          | Hollandia (NED) · Gy 2:54,96 | Japán (JPN) · Gy 2:53,43 OR            | 1. helyezett, aranyérmes |       |

## Jégkorong

### Férfi
- Szövetségi kapitány: Claude Julien

| Kanadai nemzeti férfi jégkorongcsapat-játékoskeret | Kanadai nemzeti férfi jégkorongcsapat-játékoskeret | Kanadai nemzeti férfi jégkorongcsapat-játékoskeret | Kanadai nemzeti férfi jégkorongcsapat-játékoskeret | Kanadai nemzeti férfi jégkorongcsapat-játékoskeret | Kanadai nemzeti férfi jégkorongcsapat-játékoskeret | Kanadai nemzeti férfi jégkorongcsapat-játékoskeret |
| #                                                  | Poszt                                              | Név                                                | Magasság                                           | Súly                                               | Születési idő                                      | Klub az olimpia idején                             |
| -------------------------------------------------- | -------------------------------------------------- | -------------------------------------------------- | -------------------------------------------------- | -------------------------------------------------- | -------------------------------------------------- | -------------------------------------------------- |
| 1                                                  | G                                                  | Devon Levi                                         | 6 ft 0 in (183 cm)                                 | 185 lb (84 kg)                                     | 2001. december 27.                                 | Northeastern Huskies                               |
| 3                                                  | D                                                  | Brandon Gormley                                    | 6 ft 2 in (188 cm)                                 | 196 lb (89 kg)                                     | 1992. február 18.                                  | Lokomotyiv Jaroszlavl                              |
| 5                                                  | D                                                  | Morgan Ellis                                       | 6 ft 2 in (188 cm)                                 | 207 lb (94 kg)                                     | 1992. április 30.                                  | Eisbären Berlin                                    |
| 7                                                  | F                                                  | Daniel Carr                                        | 6 ft 0 in (183 cm)                                 | 194 lb (88 kg)                                     | 1991. november 1.                                  | HC Lugano                                          |
| 9                                                  | F                                                  | Corban Knight                                      | 6 ft 1 in (185 cm)                                 | 196 lb (89 kg)                                     | 1990. szeptember 10.                               | Avangard Omsk                                      |
| 10                                                 | F                                                  | Ben Street                                         | 6 ft 0 in (183 cm)                                 | 190 lb (86 kg)                                     | 1987. február 13.                                  | EHC Red Bull München                               |
| 11                                                 | F                                                  | Jack McBain                                        | 6 ft 3 in (191 cm)                                 | 201 lb (91 kg)                                     | 2000. január 6.                                    | Boston College Eagles                              |
| 12                                                 | F                                                  | Eric Staal – C                                     | 6 ft 4 in (193 cm)                                 | 194 lb (88 kg)                                     | 1984. október 29.                                  | Iowa Wild                                          |
| 13                                                 | F                                                  | Kent Johnson                                       | 6 ft 1 in (185 cm)                                 | 165 lb (75 kg)                                     | 2002. október 18.                                  | Michigan Wolverines                                |
| 15                                                 | F                                                  | Adam Tambellini                                    | 6 ft 4 in (193 cm)                                 | 194 lb (88 kg)                                     | 1994. november 1.                                  | Rögle BK                                           |
| 19                                                 | F                                                  | Eric O′Dell                                        | 6 ft 0 in (183 cm)                                 | 205 lb (93 kg)                                     | 1990. június 21.                                   | HC Dynamo Moscow                                   |
| 20                                                 | D                                                  | Alex Grant                                         | 6 ft 3 in (191 cm)                                 | 209 lb (95 kg)                                     | 1989. január 20.                                   | Jokerit                                            |
| 22                                                 | D                                                  | Owen Power                                         | 6 ft 6 in (198 cm)                                 | 214 lb (97 kg)                                     | 2002. november 22.                                 | Michigan Wolverines                                |
| 23                                                 | D                                                  | Tyler Wotherspoon                                  | 6 ft 2 in (188 cm)                                 | 207 lb (94 kg)                                     | 1993. március 12.                                  | Utica Comets                                       |
| 26                                                 | F                                                  | Daniel Winnik                                      | 6 ft 2 in (188 cm)                                 | 209 lb (95 kg)                                     | 1985. március 6.                                   | Genève-Servette HC                                 |
| 27                                                 | F                                                  | Adam Cracknell                                     | 6 ft 3 in (191 cm)                                 | 209 lb (95 kg)                                     | 1985. július 15.                                   | Bakersfield Condors                                |
| 32                                                 | F                                                  | Mason McTavish                                     | 6 ft 1 in (185 cm)                                 | 207 lb (94 kg)                                     | 2003. január 30.                                   | Hamilton Bulldogs                                  |
| 37                                                 | D                                                  | Mat Robinson                                       | 5 ft 9 in (175 cm)                                 | 181 lb (82 kg)                                     | 1986. január 20.                                   | SKA Saint Petersburg                               |
| 39                                                 | F                                                  | Landon Ferraro                                     | 6 ft 0 in (183 cm)                                 | 176 lb (80 kg)                                     | 1991. augusztus 8.                                 | Kölner Haie                                        |
| 44                                                 | D                                                  | Mark Barberio                                      | 6 ft 1 in (185 cm)                                 | 207 lb (94 kg)                                     | 1990. március 23.                                  | Ak Bars Kazan                                      |
| 51                                                 | F                                                  | David Desharnais – A                               | 5 ft 7 in (170 cm)                                 | 176 lb (80 kg)                                     | 1986. szeptember 14.                               | HC Fribourg-Gottéron                               |
| 56                                                 | D                                                  | Maxim Noreau – A                                   | 5 ft 11 in (180 cm)                                | 196 lb (89 kg)                                     | 1987. május 24.                                    | ZSC Lions                                          |
| 60                                                 | D                                                  | Jason Demers                                       | 6 ft 1 in (185 cm)                                 | 194 lb (88 kg)                                     | 1988. június 9.                                    | Ak Bars Kazan                                      |
| 80                                                 | G                                                  | Edward Pasquale                                    | 6 ft 3 in (191 cm)                                 | 218 lb (99 kg)                                     | 1990. november 20.                                 | Lokomotiv Yaroslavl                                |
| 90                                                 | G                                                  | Matt Tomkins                                       | 6 ft 3 in (191 cm)                                 | 194 lb (88 kg)                                     | 1994. június 19.                                   | Frölunda HC                                        |
| 91                                                 | F                                                  | Jordan Weal                                        | 5 ft 10 in (178 cm)                                | 179 lb (81 kg)                                     | 1992. április 15.                                  | Ak Bars Kazan                                      |
| 96                                                 | F                                                  | Josh Ho-Sang                                       | 6 ft 0 in (183 cm)                                 | 172 lb (78 kg)                                     | 1996. január 22.                                   | Toronto Marlies                                    |

Csoportkör
A csoport
| Hely. | Csapat                 | M | Gy | HGy | HV | V | G+ | G– | Gk  | P | Továbbjutás                       |
| ----- | ---------------------- | - | -- | --- | -- | - | -- | -- | --- | - | --------------------------------- |
| 1.    | Egyesült Államok (USA) | 3 | 3  | 0   | 0  | 0 | 15 | 4  | +11 | 9 | Továbbjutott a negyeddöntőbe      |
| 2.    | Kanada (CAN)           | 3 | 2  | 0   | 0  | 1 | 12 | 5  | +7  | 6 | A negyeddöntőbe jutásért játszott |
| 3.    | Németország (GER)      | 3 | 1  | 0   | 0  | 2 | 6  | 10 | −4  | 3 | A negyeddöntőbe jutásért játszott |
| 4.    | Kína (CHN) (R)         | 3 | 0  | 0   | 0  | 3 | 2  | 16 | −14 | 0 | A negyeddöntőbe jutásért játszott |

| 2022. február 10. 21:10 (14:10) | Kanada (CAN) | 5–1 (3–0, 1–1, 1–0) | Németország (GER) | Wukesong Arena, Peking Nézőszám: 685 |

| Jegyzőkönyv | Jegyzőkönyv     | Jegyzőkönyv              | Jegyzőkönyv          | Jegyzőkönyv                                                                       |
| --- | --------------- | ------------------------ | -------------------- | --------------------------------------------------------------------------------- |
| | Edward Pasquale | Kapusok                  | Mathias Niederberger | Játékvezetők: Tobias Björk Andrew Bruggeman Vonalbírók: Daniel Hynek Gleb Lazarev |
| \| Grant (Johnson, Street) – 04:43 \| 1–0 \| \| \| Street (O'Dell, Johnson) – 09:47 \| 2–0 \| \| \| Winnik (Cracknell, Desharnais) – 10:19 \| 3–0 \| \| \| \| 3–1 \| 30:45 – Rieder (Pföderl) \| \| Noreau (O'Dell, Staal) (PP) – 32:58 \| 4–1 \| \| \| Weal (Tambellini, Knight) – 51:22 \| 5–1 \| \| |                 |                          |                      | Játékvezetők: Tobias Björk Andrew Bruggeman Vonalbírók: Daniel Hynek Gleb Lazarev |
| 8 perc | Büntetések      | 4 perc                   |                      | Játékvezetők: Tobias Björk Andrew Bruggeman Vonalbírók: Daniel Hynek Gleb Lazarev |
| 27 | Lövések         | 24                       |                      | Játékvezetők: Tobias Björk Andrew Bruggeman Vonalbírók: Daniel Hynek Gleb Lazarev |
| Grant (Johnson, Street) – 04:43 | 1–0             |                          |                      | Játékvezetők: Tobias Björk Andrew Bruggeman Vonalbírók: Daniel Hynek Gleb Lazarev |
| Street (O'Dell, Johnson) – 09:47 | 2–0             |                          |                      | Játékvezetők: Tobias Björk Andrew Bruggeman Vonalbírók: Daniel Hynek Gleb Lazarev |
| Winnik (Cracknell, Desharnais) – 10:19 | 3–0             |                          |                      | Játékvezetők: Tobias Björk Andrew Bruggeman Vonalbírók: Daniel Hynek Gleb Lazarev |
| | 3–1             | 30:45 – Rieder (Pföderl) |                      |                                                                                   |
| Noreau (O'Dell, Staal) (PP) – 32:58 | 4–1             |                          |                      |                                                                                   |
| Weal (Tambellini, Knight) – 51:22 | 5–1             |                          |                      |                                                                                   |

| 2022. február 12. 12:10 (5:10) | Kanada (CAN) | 2–4 (1–2, 1–1, 0–1) | Egyesült Államok (USA) | Beijing National Indoor Stadium, Peking Nézőszám: 948 |

| Jegyzőkönyv | Jegyzőkönyv     | Jegyzőkönyv                         | Jegyzőkönyv  | Jegyzőkönyv                                                                      |
| --- | --------------- | ----------------------------------- | ------------ | -------------------------------------------------------------------------------- |
| | Edward Pasquale | Kapusok                             | Strauss Mann | Játékvezetők: Andris Ansons Tobias Björk Vonalbírók: Daniel Hynek Dustin McCrank |
| \| Robinson (Ho-Sang, Staal) – 01:24 \| 1–0 \| \| \| \| 1–1 \| 02:34 – Miele (O’Neill, Kampfer) \| \| \| 1–2 \| 18:44 – Meyers (Farrell, Sanderson) \| \| \| 1–3 \| 22:37 – Brisson (Shore) \| \| Knight (Winnik) (SH) – 34:13 \| 2–3 \| \| \| \| 2–4 \| 46:13 – Agostino (Miele) \| |                 |                                     |              | Játékvezetők: Andris Ansons Tobias Björk Vonalbírók: Daniel Hynek Dustin McCrank |
| 4 perc | Büntetések      | 6 perc                              |              | Játékvezetők: Andris Ansons Tobias Björk Vonalbírók: Daniel Hynek Dustin McCrank |
| 37 | Lövések         | 27                                  |              | Játékvezetők: Andris Ansons Tobias Björk Vonalbírók: Daniel Hynek Dustin McCrank |
| Robinson (Ho-Sang, Staal) – 01:24 | 1–0             |                                     |              | Játékvezetők: Andris Ansons Tobias Björk Vonalbírók: Daniel Hynek Dustin McCrank |
| | 1–1             | 02:34 – Miele (O’Neill, Kampfer)    |              | Játékvezetők: Andris Ansons Tobias Björk Vonalbírók: Daniel Hynek Dustin McCrank |
| | 1–2             | 18:44 – Meyers (Farrell, Sanderson) |              | Játékvezetők: Andris Ansons Tobias Björk Vonalbírók: Daniel Hynek Dustin McCrank |
| | 1–3             | 22:37 – Brisson (Shore)             |              |                                                                                  |
| Knight (Winnik) (SH) – 34:13 | 2–3             |                                     |              |                                                                                  |
| | 2–4             | 46:13 – Agostino (Miele)            |              |                                                                                  |

| 2022. február 13. 21:10 (14:10) | Kína (CHN) | 0–5 (0–3, 0–1, 0–1) | Kanada (CAN) | Beijing National Indoor Stadium, Peking Nézőszám: 904 |

| Jegyzőkönyv | Jegyzőkönyv  | Jegyzőkönyv                             | Jegyzőkönyv  | Jegyzőkönyv                                                                        |
| --- | ------------ | --------------------------------------- | ------------ | ---------------------------------------------------------------------------------- |
| | Ouban Yongli | Kapusok                                 | Matt Tomkins | Játékvezetők: Andris Ansons Andrew Bruggeman Vonalbírók: Daniel Hynek Gleb Lazarev |
| \| \| 0–1 \| 02:09 – Street (Johnson, O'Dell) \| \| \| 0–2 \| 06:44 – Tambellini (Grant, Wotherspoon) \| \| \| 0–3 \| 10:06 – O'Dell (Ho-Sang, Wotherspoon) \| \| \| 0–4 \| 38:03 – Johnson (Demers, Weal) \| \| \| 0–5 \| 46:23 – Knight (Power, Ho-Sang) (PP) \| |              |                                         |              | Játékvezetők: Andris Ansons Andrew Bruggeman Vonalbírók: Daniel Hynek Gleb Lazarev |
| 10 perc | Büntetések   | 10 perc                                 |              | Játékvezetők: Andris Ansons Andrew Bruggeman Vonalbírók: Daniel Hynek Gleb Lazarev |
| 26 | Lövések      | 44                                      |              | Játékvezetők: Andris Ansons Andrew Bruggeman Vonalbírók: Daniel Hynek Gleb Lazarev |
| | 0–1          | 02:09 – Street (Johnson, O'Dell)        |              | Játékvezetők: Andris Ansons Andrew Bruggeman Vonalbírók: Daniel Hynek Gleb Lazarev |
| | 0–2          | 06:44 – Tambellini (Grant, Wotherspoon) |              | Játékvezetők: Andris Ansons Andrew Bruggeman Vonalbírók: Daniel Hynek Gleb Lazarev |
| | 0–3          | 10:06 – O'Dell (Ho-Sang, Wotherspoon)   |              | Játékvezetők: Andris Ansons Andrew Bruggeman Vonalbírók: Daniel Hynek Gleb Lazarev |
| | 0–4          | 38:03 – Johnson (Demers, Weal)          |              |                                                                                    |
| | 0–5          | 46:23 – Knight (Power, Ho-Sang) (PP)    |              |                                                                                    |

Rájátszás a negyeddöntőért
| 2022. február 15. 21:10 (14:10) | Kanada (CAN) | 7–2 (2–1, 3–1, 2–0) | Kína (CHN) | Beijing National Indoor Stadium, Peking Nézőszám: 994 |

| Jegyzőkönyv | Jegyzőkönyv  | Jegyzőkönyv                         | Jegyzőkönyv      | Jegyzőkönyv                                                                               |
| --- | ------------ | ----------------------------------- | ---------------- | ----------------------------------------------------------------------------------------- |
| | Matt Tomkins | Kapusok                             | Shimisi Jieruimi | Játékvezetők: Michael Tscherrig Kristian Vikman Vonalbírók: David Obwegeser Jiří Ondráček |
| \| Weal (Tambellini, Noreau) (PP) – 06:57 \| 1–0 \| \| \| Weal (Staal, Tambellini) (PP) - 09:55 \| 2–0 \| \| \| \| 2–1 \| 15:32 - An Jian (Werek) \| \| Tambellini (Noreau, Weal) (PP) - 26:36 \| 3–1 \| \| \| Tambellini (PS) - 28:39 \| 4–1 \| \| \| O'Dell (Demers, Johnson) - 32:05 \| 5–1 \| \| \| \| 5–2 \| 38:59 - An Jian (Zhong, Jieke) (PP) \| \| Staal (McTavish, McBain) - 55:55 \| 6–2 \| \| \| McBain (Noreau, Tambellini) - 58:19 \| 7–2 \| \| |              |                                     |                  | Játékvezetők: Michael Tscherrig Kristian Vikman Vonalbírók: David Obwegeser Jiří Ondráček |
| 15 perc | Büntetések   | 18 perc                             |                  | Játékvezetők: Michael Tscherrig Kristian Vikman Vonalbírók: David Obwegeser Jiří Ondráček |
| 45 | Lövések      | 29                                  |                  | Játékvezetők: Michael Tscherrig Kristian Vikman Vonalbírók: David Obwegeser Jiří Ondráček |
| Weal (Tambellini, Noreau) (PP) – 06:57 | 1–0          |                                     |                  | Játékvezetők: Michael Tscherrig Kristian Vikman Vonalbírók: David Obwegeser Jiří Ondráček |
| Weal (Staal, Tambellini) (PP) - 09:55 | 2–0          |                                     |                  | Játékvezetők: Michael Tscherrig Kristian Vikman Vonalbírók: David Obwegeser Jiří Ondráček |
| | 2–1          | 15:32 - An Jian (Werek)             |                  | Játékvezetők: Michael Tscherrig Kristian Vikman Vonalbírók: David Obwegeser Jiří Ondráček |
| Tambellini (Noreau, Weal) (PP) - 26:36 | 3–1          |                                     |                  |                                                                                           |
| Tambellini (PS) - 28:39 | 4–1          |                                     |                  |                                                                                           |
| O'Dell (Demers, Johnson) - 32:05 | 5–1          |                                     |                  |                                                                                           |
| | 5–2          | 38:59 - An Jian (Zhong, Jieke) (PP) |                  |                                                                                           |
| Staal (McTavish, McBain) - 55:55 | 6–2          |                                     |                  |                                                                                           |
| McBain (Noreau, Tambellini) - 58:19 | 7–2          |                                     |                  |                                                                                           |

Negyeddöntő
| 2022. február 16. 21:10 (14:10) | Svédország (SWE) | 2–0 (0–0, 0–0, 2–0) | Kanada (CAN) | Beijing National Indoor Stadium, Peking Nézőszám: 950 |

| Jegyzőkönyv                                                                      | Jegyzőkönyv    | Jegyzőkönyv | Jegyzőkönyv  | Jegyzőkönyv                                                                                   |
| -------------------------------------------------------------------------------- | -------------- | ----------- | ------------ | --------------------------------------------------------------------------------------------- |
|                                                                                  | Lars Johansson | Kapusok     | Matt Tomkins | Játékvezetők: Andrew Bruggeman Jevgenyij Romaszko Vonalbírók: William Hancock II Gleb Lazarev |
| \| Wallmark – 50:15 \| 1–0 \| \| \| Lander (Holmberg) – 58:10 (ENG) \| 2-0 \| \| |                |             |              | Játékvezetők: Andrew Bruggeman Jevgenyij Romaszko Vonalbírók: William Hancock II Gleb Lazarev |
| 6 perc                                                                           | Büntetések     | 6 perc      |              | Játékvezetők: Andrew Bruggeman Jevgenyij Romaszko Vonalbírók: William Hancock II Gleb Lazarev |
| 26                                                                               | Lövések        | 22          |              | Játékvezetők: Andrew Bruggeman Jevgenyij Romaszko Vonalbírók: William Hancock II Gleb Lazarev |
| Wallmark – 50:15                                                                 | 1–0            |             |              | Játékvezetők: Andrew Bruggeman Jevgenyij Romaszko Vonalbírók: William Hancock II Gleb Lazarev |
| Lander (Holmberg) – 58:10 (ENG)                                                  | 2-0            |             |              | Játékvezetők: Andrew Bruggeman Jevgenyij Romaszko Vonalbírók: William Hancock II Gleb Lazarev |

| Csapat       | Helyezés |
| ------------ | -------- |
| Kanada (CAN) | 6.       |

### Női
- Szövetségi kapitány: Troy Ryan

| Kanadai nemzeti női jégkorongcsapat-játékoskeret | Kanadai nemzeti női jégkorongcsapat-játékoskeret | Kanadai nemzeti női jégkorongcsapat-játékoskeret | Kanadai nemzeti női jégkorongcsapat-játékoskeret | Kanadai nemzeti női jégkorongcsapat-játékoskeret | Kanadai nemzeti női jégkorongcsapat-játékoskeret | Kanadai nemzeti női jégkorongcsapat-játékoskeret |
| #                                                | Poszt                                            | Név                                              | Magasság                                         | Súly                                             | Születési idő                                    | Klub az olimpia idején                           |
| ------------------------------------------------ | ------------------------------------------------ | ------------------------------------------------ | ------------------------------------------------ | ------------------------------------------------ | ------------------------------------------------ | ------------------------------------------------ |
| 3                                                | D                                                | Jocelyne Larocque                                | 1,68 m (5 ft 6 in)                               | 66 kg (146 lb)                                   | 1988. május 19.                                  | PWHPA Toronto                                    |
| 6                                                | F                                                | Rebecca Johnston                                 | 1,75 m (5 ft 9 in)                               | 67 kg (148 lb)                                   | 1989. szeptember 24.                             | PWHPA Calgary                                    |
| 7                                                | F                                                | Laura Stacey                                     | 1,78 m (5 ft 10 in)                              | 71 kg (157 lb)                                   | 1994. május 5.                                   | PWHPA Montreal                                   |
| 10                                               | F                                                | Sarah Fillier                                    | 1,63 m (5 ft 4 in)                               | 59 kg (130 lb)                                   | 2000. június 9.                                  | Princeton Tigers                                 |
| 11                                               | F                                                | Jillian Saulnier                                 | 1,65 m (5 ft 5 in)                               | 66 kg (146 lb)                                   | 1992. március 7.                                 | PWHPA Montreal                                   |
| 14                                               | D                                                | Renata Fast                                      | 1,70 m (5 ft 7 in)                               | 65 kg (143 lb)                                   | 1994. október 6.                                 | PWHPA Toronto                                    |
| 15                                               | F                                                | Mélodie Daoust                                   | 1,63 m (5 ft 4 in)                               | 71 kg (157 lb)                                   | 1992. január 7.                                  | PWHPA Montreal                                   |
| 17                                               | D                                                | Ella Shelton                                     | 1,73 m (5 ft 8 in)                               | 68 kg (150 lb)                                   | 1998. január 19.                                 | PWHPA Toronto                                    |
| 19                                               | F                                                | Brianne Jenner – A                               | 1,75 m (5 ft 9 in)                               | 71 kg (157 lb)                                   | 1991. május 4.                                   | PWHPA Toronto                                    |
| 20                                               | F                                                | Sarah Nurse                                      | 1,75 m (5 ft 9 in)                               | 67 kg (148 lb)                                   | 1995. január 4.                                  | PWHPA Toronto                                    |
| 21                                               | D                                                | Ashton Bell                                      | 1,73 m (5 ft 8 in)                               | 64 kg (141 lb)                                   | 1999. december 7.                                | Minnesota Duluth Bulldogs                        |
| 23                                               | D                                                | Erin Ambrose                                     | 1,65 m (5 ft 5 in)                               | 60 kg (130 lb)                                   | 1994. április 30.                                | PWHPA Toronto                                    |
| 24                                               | F                                                | Natalie Spooner                                  | 1,78 m (5 ft 10 in)                              | 82 kg (181 lb)                                   | 1990. október 17.                                | PWHPA Toronto                                    |
| 26                                               | F                                                | Emily Clark                                      | 1,70 m (5 ft 7 in)                               | 61 kg (134 lb)                                   | 1995. november 28.                               | PWHPA Montreal                                   |
| 27                                               | F                                                | Emma Maltais                                     | 1,63 m (5 ft 4 in)                               | 66 kg (146 lb)                                   | 1999. november 4.                                | Ohio State Buckeyes                              |
| 28                                               | D                                                | Micah Zandee-Hart                                | 1,73 m (5 ft 8 in)                               | 68 kg (150 lb)                                   | 1997. január 13.                                 | PWHPA Calgary                                    |
| 29                                               | F                                                | Marie-Philip Poulin – C                          | 1,70 m (5 ft 7 in)                               | 73 kg (161 lb)                                   | 1991. március 28.                                | PWHPA Montreal                                   |
| 35                                               | G                                                | Ann-Renée Desbiens                               | 1,75 m (5 ft 9 in)                               | 73 kg (161 lb)                                   | 1994. április 10.                                | PWHPA Montreal                                   |
| 38                                               | G                                                | Emerance Maschmeyer                              | 1,68 m (5 ft 6 in)                               | 64 kg (141 lb)                                   | 1994. október 5.                                 | PWHPA Montreal                                   |
| 40                                               | F                                                | Blayre Turnbull – A                              | 1,70 m (5 ft 7 in)                               | 69 kg (152 lb)                                   | 1993. július 15.                                 | PWHPA Calgary                                    |
| 42                                               | D                                                | Claire Thompson                                  | 1,72 m (5 ft 8 in)                               | 60 kg (130 lb)                                   | 1998. január 28.                                 | PWHPA Toronto                                    |
| 47                                               | F                                                | Jamie Lee Rattray                                | 1,68 m (5 ft 6 in)                               | 78 kg (172 lb)                                   | 1992. szeptember 30.                             | PWHPA Toronto                                    |
| 50                                               | G                                                | Kristen Campbell                                 | 1,78 m (5 ft 10 in)                              | 80 kg (180 lb)                                   | 1997. november 30.                               | PWHPA Calgary                                    |

A csoport
| Hely. | Csapat                                       | M | Gy | HGy | HV | V | G+ | G– | Gk  | P  | Továbbjutás                  |
| ----- | -------------------------------------------- | - | -- | --- | -- | - | -- | -- | --- | -- | ---------------------------- |
| 1.    | Kanada (CAN)                                 | 4 | 4  | 0   | 0  | 0 | 33 | 5  | +28 | 12 | Továbbjutott a negyeddöntőbe |
| 2.    | Egyesült Államok (USA)                       | 4 | 3  | 0   | 0  | 1 | 20 | 6  | +14 | 9  | Továbbjutott a negyeddöntőbe |
| 3.    | Finnország (FIN)                             | 4 | 1  | 0   | 0  | 3 | 10 | 19 | −9  | 3  | Továbbjutott a negyeddöntőbe |
| 4.    | Az Orosz Olimpiai Bizottság versenyzői (ROC) | 4 | 1  | 0   | 0  | 3 | 6  | 18 | −12 | 3  | Továbbjutott a negyeddöntőbe |
| 5.    | Svájc (SUI)                                  | 4 | 1  | 0   | 0  | 3 | 6  | 27 | −21 | 3  | Továbbjutott a negyeddöntőbe |

1. 1 2 3  Finnország 3 pont, +4 Gk; Orosz Olimpiai Bizottság 3 pont, −2 Gk; Svájc 3 pont, −2 Gk. Orosz Olimpiai Bizottság 5–2 Svájc.

| 2022. február 3. 12:10 (5:10) | Kanada (CAN) | 12–1 (3–0, 5–0, 4–1) | Svájc (SUI) | Beijing National Indoor Stadium, Peking Nézőszám: 1000 |

| Jegyzőkönyv | Jegyzőkönyv        | Jegyzőkönyv                      | Jegyzőkönyv    | Jegyzőkönyv                                                                   |
| --- | ------------------ | -------------------------------- | -------------- | ----------------------------------------------------------------------------- |
| | Ann-Renée Desbiens | Kapusok                          | Andrea Brändli | Játékvezetők: Darja Jermak Anna Wiegand Vonalbírók: Lisa Linnek Linnea Sainio |
| \| Fillier (Spooner) – 01:04 \| 1–0 \| \| \| Fillier (Poulin) – 07:55 \| 2–0 \| \| \| Spooner (Fillier, Ambrose) – 11:20 \| 3–0 \| \| \| Johnston (Thompson, Turnbull) – 28:06 \| 4–0 \| \| \| Stacey (Bell) – 28:21 \| 5–0 \| \| \| Spooner (Nurse, Thompson) (PP) – 33:20 \| 6–0 \| \| \| Turnbull (Thompson, Johnston) – 35:40 \| 7–0 \| \| \| Stacey (Shelton) – 37:02 \| 8–0 \| \| \| Turnbull (Rattray, Spooner) – 46:14 \| 9–0 \| \| \| \| 9–1 \| 48:30 – Stalder (Christen) (PP2) \| \| Bell (Turnbull, Johnston) – 53:46 \| 10–1 \| \| \| Thompson (Johnston, Nurse) – 56:20 \| 11–1 \| \| \| Ambrose (Spooner, Thompson) (PP) – 59:58 \| 12–1 \| \| |                    |                                  |                | Játékvezetők: Darja Jermak Anna Wiegand Vonalbírók: Lisa Linnek Linnea Sainio |
| 14 perc | Büntetések         | 8 perc                           |                | Játékvezetők: Darja Jermak Anna Wiegand Vonalbírók: Lisa Linnek Linnea Sainio |
| 70 | Lövések            | 15                               |                | Játékvezetők: Darja Jermak Anna Wiegand Vonalbírók: Lisa Linnek Linnea Sainio |
| Fillier (Spooner) – 01:04 | 1–0                |                                  |                | Játékvezetők: Darja Jermak Anna Wiegand Vonalbírók: Lisa Linnek Linnea Sainio |
| Fillier (Poulin) – 07:55 | 2–0                |                                  |                | Játékvezetők: Darja Jermak Anna Wiegand Vonalbírók: Lisa Linnek Linnea Sainio |
| Spooner (Fillier, Ambrose) – 11:20 | 3–0                |                                  |                | Játékvezetők: Darja Jermak Anna Wiegand Vonalbírók: Lisa Linnek Linnea Sainio |
| Johnston (Thompson, Turnbull) – 28:06 | 4–0                |                                  |                |                                                                               |
| Stacey (Bell) – 28:21 | 5–0                |                                  |                |                                                                               |
| Spooner (Nurse, Thompson) (PP) – 33:20 | 6–0                |                                  |                |                                                                               |
| Turnbull (Thompson, Johnston) – 35:40 | 7–0                |                                  |                |                                                                               |
| Stacey (Shelton) – 37:02 | 8–0                |                                  |                |                                                                               |
| Turnbull (Rattray, Spooner) – 46:14 | 9–0                |                                  |                |                                                                               |
| | 9–1                | 48:30 – Stalder (Christen) (PP2) |                |                                                                               |
| Bell (Turnbull, Johnston) – 53:46 | 10–1               |                                  |                |                                                                               |
| Thompson (Johnston, Nurse) – 56:20 | 11–1               |                                  |                |                                                                               |
| Ambrose (Spooner, Thompson) (PP) – 59:58 | 12–1               |                                  |                |                                                                               |

| 2022. február 5. 12:10 (5:10) | Kanada (CAN) | 11–1 (2–1, 5–0, 4–0) | Finnország (FIN) | Wukesong Arena, Peking Nézőszám: 670 |

| Jegyzőkönyv | Jegyzőkönyv        | Jegyzőkönyv      | Jegyzőkönyv                 | Jegyzőkönyv                                                                        |
| --- | ------------------ | ---------------- | --------------------------- | ---------------------------------------------------------------------------------- |
| | Ann-Renée Desbiens | Kapusok          | Meeri Räisänen Anni Keisala | Játékvezetők: Chelsea Rapin Anna Wiegand Vonalbírók: Lisa Linnek Veronica Lovensnö |
| \| Fillier (Spooner, Thompson) – 01:01 \| 1–0 \| \| \| Nurse – 12:45 \| 2–0 \| \| \| \| 2–1 \| 18:27 – Tuominen \| \| Fillier (Fast, Spooner) – 23:22 \| 3–1 \| \| \| Nurse (Spooner, Rattray) – 30:01 \| 4–1 \| \| \| Jenner (Larocque, Poulin) – 31:20 \| 5–1 \| \| \| Jenner (Zandee-Hart, Poulin) – 34:27 \| 6–1 \| \| \| Stacey (Maltais, Shelton) – 36:35 \| 7–1 \| \| \| Rattray (Jenner, Bell) – 47:06 \| 8–1 \| \| \| Nurse (Ambrose, Spooner) – 53:07 \| 9–1 \| \| \| Stacey (Shelton, Bell) – 54:10 \| 10–1 \| \| \| Jenner (Clark, Poulin) – 54:45 \| 11–1 \| \| |                    |                  |                             | Játékvezetők: Chelsea Rapin Anna Wiegand Vonalbírók: Lisa Linnek Veronica Lovensnö |
| 14 perc | Büntetések         | 8 perc           |                             | Játékvezetők: Chelsea Rapin Anna Wiegand Vonalbírók: Lisa Linnek Veronica Lovensnö |
| 48 | Lövések            | 29               |                             | Játékvezetők: Chelsea Rapin Anna Wiegand Vonalbírók: Lisa Linnek Veronica Lovensnö |
| Fillier (Spooner, Thompson) – 01:01 | 1–0                |                  |                             | Játékvezetők: Chelsea Rapin Anna Wiegand Vonalbírók: Lisa Linnek Veronica Lovensnö |
| Nurse – 12:45 | 2–0                |                  |                             | Játékvezetők: Chelsea Rapin Anna Wiegand Vonalbírók: Lisa Linnek Veronica Lovensnö |
| | 2–1                | 18:27 – Tuominen |                             | Játékvezetők: Chelsea Rapin Anna Wiegand Vonalbírók: Lisa Linnek Veronica Lovensnö |
| Fillier (Fast, Spooner) – 23:22 | 3–1                |                  |                             |                                                                                    |
| Nurse (Spooner, Rattray) – 30:01 | 4–1                |                  |                             |                                                                                    |
| Jenner (Larocque, Poulin) – 31:20 | 5–1                |                  |                             |                                                                                    |
| Jenner (Zandee-Hart, Poulin) – 34:27 | 6–1                |                  |                             |                                                                                    |
| Stacey (Maltais, Shelton) – 36:35 | 7–1                |                  |                             |                                                                                    |
| Rattray (Jenner, Bell) – 47:06 | 8–1                |                  |                             |                                                                                    |
| Nurse (Ambrose, Spooner) – 53:07 | 9–1                |                  |                             |                                                                                    |
| Stacey (Shelton, Bell) – 54:10 | 10–1               |                  |                             |                                                                                    |
| Jenner (Clark, Poulin) – 54:45 | 11–1               |                  |                             |                                                                                    |

| 2022. február 7. 12:10 (5:10) | Az Orosz Olimpiai Bizottság versenyzői (ROC) | 1–6 (0–2, 1–2, 0–2) | Kanada (CAN) | Wukesong Arena, Peking Nézőszám: 545 |

| Jegyzőkönyv | Jegyzőkönyv                    | Jegyzőkönyv                            | Jegyzőkönyv         | Jegyzőkönyv                                                                          |
| --- | ------------------------------ | -------------------------------------- | ------------------- | ------------------------------------------------------------------------------------ |
| | Darja Gredzen Marija Szorokina | Kapusok                                | Emerance Maschmeyer | Játékvezetők: Darja Jermak Chelsea Rapin Vonalbírók: Veronica Lovensnö Linnea Sainio |
| \| \| 0–1 \| 02:09 – Nurse \| \| \| 0–2 \| 02:29 – Fillier (Fast, Rattray) \| \| \| 0–3 \| 27:45 – Rattray (Spooner, Nurse) (PP) \| \| \| 0–4 \| 30:29 – Ambrose (Johnston, Stacey) \| \| Sohina (Vafina) – 37:21 \| 1–4 \| \| \| \| 1–5 \| 40:39 – Johnston (Jenner, Poulin) (PP) \| \| \| 1–6 \| 45:50 – Poulin (Jenner, Ambrose) (PP) \| |                                |                                        |                     | Játékvezetők: Darja Jermak Chelsea Rapin Vonalbírók: Veronica Lovensnö Linnea Sainio |
| 14 perc | Büntetések                     | 8 perc                                 |                     | Játékvezetők: Darja Jermak Chelsea Rapin Vonalbírók: Veronica Lovensnö Linnea Sainio |
| 12 | Lövések                        | 49                                     |                     | Játékvezetők: Darja Jermak Chelsea Rapin Vonalbírók: Veronica Lovensnö Linnea Sainio |
| | 0–1                            | 02:09 – Nurse                          |                     | Játékvezetők: Darja Jermak Chelsea Rapin Vonalbírók: Veronica Lovensnö Linnea Sainio |
| | 0–2                            | 02:29 – Fillier (Fast, Rattray)        |                     | Játékvezetők: Darja Jermak Chelsea Rapin Vonalbírók: Veronica Lovensnö Linnea Sainio |
| | 0–3                            | 27:45 – Rattray (Spooner, Nurse) (PP)  |                     | Játékvezetők: Darja Jermak Chelsea Rapin Vonalbírók: Veronica Lovensnö Linnea Sainio |
| | 0–4                            | 30:29 – Ambrose (Johnston, Stacey)     |                     |                                                                                      |
| Sohina (Vafina) – 37:21 | 1–4                            |                                        |                     |                                                                                      |
| | 1–5                            | 40:39 – Johnston (Jenner, Poulin) (PP) |                     |                                                                                      |
| | 1–6                            | 45:50 – Poulin (Jenner, Ambrose) (PP)  |                     |                                                                                      |

| 2022. február 8. 12:10 (5:10) | Egyesült Államok (USA) | 2–4 (0–1, 2–3, 0–0) | Kanada (CAN) | Wukesong Arena, Peking Nézőszám: 591 |

| Jegyzőkönyv | Jegyzőkönyv   | Jegyzőkönyv                            | Jegyzőkönyv        | Jegyzőkönyv                                                                                               |
| --- | ------------- | -------------------------------------- | ------------------ | --- |
| | Maddie Rooney | Kapusok                                | Ann-Renée Desbiens | Játékvezetők: Cianna Lieffers Lacey Senuk Elizabeth Mantha Vonalbírók: Kendall Hanley Jacqueline Spresser |
| \| \| 0–1 \| 14:10 – Jenner (Fillier, Poulin) (PP) \| \| Cameranesi (Pannek, Barnes) – 29:17 \| 1–1 \| \| \| Carpenter (Kessel, Keller) (PP) – 31:34 \| 2–1 \| \| \| \| 2–2 \| 32:00 – Jenner (Nurse) \| \| \| 2–3 \| 34:25 – Rattray (Spooner, Zandee-Hart) \| \| \| 2–4 \| 37:25 – Poulin (PS) \| |               |                                        |                    | Játékvezetők: Cianna Lieffers Lacey Senuk Elizabeth Mantha Vonalbírók: Kendall Hanley Jacqueline Spresser |
| 2 perc | Büntetések    | 12 perc                                |                    | Játékvezetők: Cianna Lieffers Lacey Senuk Elizabeth Mantha Vonalbírók: Kendall Hanley Jacqueline Spresser |
| 53 | Lövések       | 27                                     |                    | Játékvezetők: Cianna Lieffers Lacey Senuk Elizabeth Mantha Vonalbírók: Kendall Hanley Jacqueline Spresser |
| | 0–1           | 14:10 – Jenner (Fillier, Poulin) (PP)  |                    | Játékvezetők: Cianna Lieffers Lacey Senuk Elizabeth Mantha Vonalbírók: Kendall Hanley Jacqueline Spresser |
| Cameranesi (Pannek, Barnes) – 29:17 | 1–1           |                                        |                    | Játékvezetők: Cianna Lieffers Lacey Senuk Elizabeth Mantha Vonalbírók: Kendall Hanley Jacqueline Spresser |
| Carpenter (Kessel, Keller) (PP) – 31:34 | 2–1           |                                        |                    | Játékvezetők: Cianna Lieffers Lacey Senuk Elizabeth Mantha Vonalbírók: Kendall Hanley Jacqueline Spresser |
| | 2–2           | 32:00 – Jenner (Nurse)                 |                    | |
| | 2–3           | 34:25 – Rattray (Spooner, Zandee-Hart) |                    | |
| | 2–4           | 37:25 – Poulin (PS)                    |                    | |

Negyeddöntő
| 2022. február 11. 21:10 (14:10) | Kanada (CAN) | 11–0 (4–0, 5–0, 2–0) | Svédország (SWE) | Wukesong Arena, Peking Nézőszám: 669 |

| Jegyzőkönyv | Jegyzőkönyv         | Jegyzőkönyv | Jegyzőkönyv              | Jegyzőkönyv                                                                          |
| --- | ------------------- | ----------- | ------------------------ | ------------------------------------------------------------------------------------ |
| | Emerance Maschmeyer | Kapusok     | Emma Söderberg Ida Boman | Játékvezetők: Darja Abroszimova Lacey Senuk Vonalbírók: Alex Clarke Julia Kainberger |
| \| Jenner (Poulin, Nurse) – 03:05 \| 1–0 \| \| \| Fillier (Johnston, Poulin) (PP) – 17:05 \| 2–0 \| \| \| Fillier (Rattray, Fast) – 17:41 \| 3–0 \| \| \| Rattray (Thompson, Nurse) (PP) – 19:35 \| 4–0 \| \| \| Spooner (Nurse, Larocque) (PP) – 23:16 \| 5–0 \| \| \| Ambrose (Poulin, Thompson) – 25:15 \| 6–0 \| \| \| Turnbull (Ambrose, Saulnier) – 26:56 \| 7–0 \| \| \| Jenner (Poulin, Nurse) – 28:13 \| 8–0 \| \| \| Clark (Bell, Hart) (PP) – 29:09 \| 9–0 \| \| \| Jenner (Hart, Thompson) – 50:55 \| 10–0 \| \| \| Fillier (Spooner, Fast) – 52:06 \| 11–0 \| \| |                     |             |                          | Játékvezetők: Darja Abroszimova Lacey Senuk Vonalbírók: Alex Clarke Julia Kainberger |
| 8 perc | Büntetések          | 14 perc     |                          | Játékvezetők: Darja Abroszimova Lacey Senuk Vonalbírók: Alex Clarke Julia Kainberger |
| 56 | Lövések             | 11          |                          | Játékvezetők: Darja Abroszimova Lacey Senuk Vonalbírók: Alex Clarke Julia Kainberger |
| Jenner (Poulin, Nurse) – 03:05 | 1–0                 |             |                          | Játékvezetők: Darja Abroszimova Lacey Senuk Vonalbírók: Alex Clarke Julia Kainberger |
| Fillier (Johnston, Poulin) (PP) – 17:05 | 2–0                 |             |                          | Játékvezetők: Darja Abroszimova Lacey Senuk Vonalbírók: Alex Clarke Julia Kainberger |
| Fillier (Rattray, Fast) – 17:41 | 3–0                 |             |                          | Játékvezetők: Darja Abroszimova Lacey Senuk Vonalbírók: Alex Clarke Julia Kainberger |
| Rattray (Thompson, Nurse) (PP) – 19:35 | 4–0                 |             |                          |                                                                                      |
| Spooner (Nurse, Larocque) (PP) – 23:16 | 5–0                 |             |                          |                                                                                      |
| Ambrose (Poulin, Thompson) – 25:15 | 6–0                 |             |                          |                                                                                      |
| Turnbull (Ambrose, Saulnier) – 26:56 | 7–0                 |             |                          |                                                                                      |
| Jenner (Poulin, Nurse) – 28:13 | 8–0                 |             |                          |                                                                                      |
| Clark (Bell, Hart) (PP) – 29:09 | 9–0                 |             |                          |                                                                                      |
| Jenner (Hart, Thompson) – 50:55 | 10–0                |             |                          |                                                                                      |
| Fillier (Spooner, Fast) – 52:06 | 11–0                |             |                          |                                                                                      |

Elődöntő
| 2022. február 14. 12:10 (5:10) | Kanada (CAN) | 10–3 (5–1, 3–2, 2–0) | Svájc (SUI) | Wukesong Arena, Peking Nézőszám: 645 |

| Jegyzőkönyv | Jegyzőkönyv        | Jegyzőkönyv                   | Jegyzőkönyv                  | Jegyzőkönyv                                                                          |
| --- | ------------------ | ----------------------------- | ---------------------------- | ------------------------------------------------------------------------------------ |
| | Ann-Renee Desbiens | Kapusok                       | Andrea Brändli Saskia Maurer | Játékvezetők: Anniina Nurmi Chelsea Rapin Vonalbírók: Jenni Hekkinen Jackie Spresser |
| \| Thompson (Johnston) – 07:16 \| 1–0 \| \| \| Rattray (Ambrose, Fillier) – 08:28 \| 2–0 \| \| \| Turnbull (Thompson, Johnston) – 09:04 \| 3–0 \| \| \| Fast (Nurse, Jenner) – 09:21 \| 4–0 \| \| \| Ambrose (Daoust, Spooner) – 10:40 \| 5–0 \| \| \| \| 5–1 \| 18:37 – Stalder (Müller) (PP) \| \| \| 5–2 \| 24:59 – Müller (Stalder) \| \| Poulin (Nurse) – 27:52 \| 6–2 \| \| \| Clark (Johnston, Turnbull) – 28:03 \| 7–2 \| \| \| \| 7–3 \| 29:44 – Stalder (PP) \| \| Poulin (Nurse, Thompson) – 33:27 \| 8–3 \| \| \| Maltais (Stacey, Saulnier) – 43:13 \| 9–3 \| \| \| Jenner (Nurse) – 58:11 \| 10–3 \| \| |                    |                               |                              | Játékvezetők: Anniina Nurmi Chelsea Rapin Vonalbírók: Jenni Hekkinen Jackie Spresser |
| 8 perc | Büntetések         | 4 perc                        |                              | Játékvezetők: Anniina Nurmi Chelsea Rapin Vonalbírók: Jenni Hekkinen Jackie Spresser |
| 61 | Lövések            | 13                            |                              | Játékvezetők: Anniina Nurmi Chelsea Rapin Vonalbírók: Jenni Hekkinen Jackie Spresser |
| Thompson (Johnston) – 07:16 | 1–0                |                               |                              | Játékvezetők: Anniina Nurmi Chelsea Rapin Vonalbírók: Jenni Hekkinen Jackie Spresser |
| Rattray (Ambrose, Fillier) – 08:28 | 2–0                |                               |                              | Játékvezetők: Anniina Nurmi Chelsea Rapin Vonalbírók: Jenni Hekkinen Jackie Spresser |
| Turnbull (Thompson, Johnston) – 09:04 | 3–0                |                               |                              | Játékvezetők: Anniina Nurmi Chelsea Rapin Vonalbírók: Jenni Hekkinen Jackie Spresser |
| Fast (Nurse, Jenner) – 09:21 | 4–0                |                               |                              |                                                                                      |
| Ambrose (Daoust, Spooner) – 10:40 | 5–0                |                               |                              |                                                                                      |
| | 5–1                | 18:37 – Stalder (Müller) (PP) |                              |                                                                                      |
| | 5–2                | 24:59 – Müller (Stalder)      |                              |                                                                                      |
| Poulin (Nurse) – 27:52 | 6–2                |                               |                              |                                                                                      |
| Clark (Johnston, Turnbull) – 28:03 | 7–2                |                               |                              |                                                                                      |
| | 7–3                | 29:44 – Stalder (PP)          |                              |                                                                                      |
| Poulin (Nurse, Thompson) – 33:27 | 8–3                |                               |                              |                                                                                      |
| Maltais (Stacey, Saulnier) – 43:13 | 9–3                |                               |                              |                                                                                      |
| Jenner (Nurse) – 58:11 | 10–3               |                               |                              |                                                                                      |

Döntő
| 2022. február 17. 12:10 (5:10) | Kanada (CAN) | 3–2 (2–0, 1–1, 0–1) | Egyesült Államok (USA) | Wukesong Arena, Peking Nézőszám: 834 |

| Jegyzőkönyv | Jegyzőkönyv        | Jegyzőkönyv                                | Jegyzőkönyv    | Jegyzőkönyv                                                                   |
| --- | ------------------ | ------------------------------------------ | -------------- | ----------------------------------------------------------------------------- |
| | Ann-Renee Desbiens | Kapusok                                    | Alex Cavallini | Játékvezetők: Kelly Cooke Anna Wiegand Vonalbírók: Anna Hammar Kendall Hanley |
| \| Nurse (Thompson, Poulin) – 07:50 \| 1–0 \| \| \| Poulin – 15:02 \| 2–0 \| \| \| Poulin (Jenner, Nurse) – 29:08 \| 3–0 \| \| \| \| 3–1 \| 36:39 – Knight (Brandt) (SH) \| \| \| 3–2 \| 59:47 – Kessel (Roque, Carpenter) (PP, EA) \| |                    |                                            |                | Játékvezetők: Kelly Cooke Anna Wiegand Vonalbírók: Anna Hammar Kendall Hanley |
| 6 perc | Büntetések         | 4 perc                                     |                | Játékvezetők: Kelly Cooke Anna Wiegand Vonalbírók: Anna Hammar Kendall Hanley |
| 21 | Lövések            | 40                                         |                | Játékvezetők: Kelly Cooke Anna Wiegand Vonalbírók: Anna Hammar Kendall Hanley |
| Nurse (Thompson, Poulin) – 07:50 | 1–0                |                                            |                | Játékvezetők: Kelly Cooke Anna Wiegand Vonalbírók: Anna Hammar Kendall Hanley |
| Poulin – 15:02 | 2–0                |                                            |                | Játékvezetők: Kelly Cooke Anna Wiegand Vonalbírók: Anna Hammar Kendall Hanley |
| Poulin (Jenner, Nurse) – 29:08 | 3–0                |                                            |                | Játékvezetők: Kelly Cooke Anna Wiegand Vonalbírók: Anna Hammar Kendall Hanley |
| | 3–1                | 36:39 – Knight (Brandt) (SH)               |                |                                                                               |
| | 3–2                | 59:47 – Kessel (Roque, Carpenter) (PP, EA) |                |                                                                               |

| Csapat       | Helyezés                 |
| ------------ | ------------------------ |
| Kanada (CAN) | 1. helyezett, aranyérmes |

## Műkorcsolya
| Versenyző                                  | Versenyszám  | Rövid program | Rövid program | Kűr     | Kűr     | Összesítés | Összesítés |
| Versenyző                                  | Versenyszám  | Pont          | Hely.         | Pont    | Hely.   | Pont       | Helyezés   |
| ------------------------------------------ | ------------ | ------------- | ------------- | ------- | ------- | ---------- | ---------- |
| Keegan Messing                             | Férfi egyéni | 93,24         | 9.            | 172,37  | 10.     | 265,61     | 11.        |
| Roman Sadovsky                             | Férfi egyéni | 62,77         | 29.           | kiesett | kiesett | kiesett    | 29.        |
| Madeline Schizas                           | Női egyéni   | 60,53         | 20.           | 115,03  | 18.     | 175,56     | 19.        |
| Vanessa James Eric Radford                 | Páros        | 63,03         | 12.           | 117,96  | 12.     | 180,99     | 12.        |
| Kirsten Moore-Towers Michael Marinaro      | Páros        | 62,51         | 13.           | 118,86  | 10.     | 181,37     | 10.        |
| Laurence Fournier Beaudry Nikolaj Sørensen | Jégtánc      | 78,54         | 8.            | 113,81  | 11.     | 192,35     | 9.         |
| Piper Gilles Paul Poirier                  | Jégtánc      | 83,52         | 6.            | 121,26  | 7.      | 204,78     | 7.         |
| Marjorie Lajoie Zachary Lagha              | Jégtánc      | 72,59         | 13.           | 108,43  | 13.     | 181,02     | 13.        |

Csapat
| Versenyző | Versenyszám   | Rövid program    | Rövid program    | Rövid program    | Rövid program    | Rövid program | Rövid program | Kűr              | Kűr              | Kűr              | Kűr              | Kűr        | Kűr        |
| Versenyző | Versenyszám   | Férfi            | Női              | Páros            | Jégtánc          | Összesítés    | Összesítés    | Férfi            | Női              | Páros            | Jégtánc          | Összesítés | Összesítés |
| Versenyző | Versenyszám   | Pont Csapat pont | Pont Csapat pont | Pont Csapat pont | Pont Csapat pont | Pont          | Hely.         | Pont Csapat pont | Pont Csapat pont | Pont Csapat pont | Pont Csapat pont | Pont       | Helyezés   |
| --- | ------------- | ---------------- | ---------------- | ---------------- | ---------------- | ------------- | ------------- | ---------------- | ---------------- | ---------------- | ---------------- | ---------- | ---------- |
| Roman Sadovsky (F) Madeline Schizas (N) Kirsten Moore-Towers / Michael Marinaro (P) (SP) Vanessa James / Eric Radford (P) (k) Piper Gilles / Paul Poirier (j) | Csapatverseny | 71,06 3          | 69,60 8          | 67,34 6          | 82,72 7          | 24            | 4.            | 122,60 6         | 132,04 8         | 130,07 7         | 124,39 8         | 53         | 4.         |

## Rövidpályás gyorskorcsolya
Férfi
| Versenyző                                              | Versenyszám  | Előfutam      | Előfutam      | Negyeddöntő   | Negyeddöntő   | Elődöntő | Elődöntő | B döntő | B döntő | Döntő    | Döntő   | Helyezés                 |
| Versenyző                                              | Versenyszám  | Idő           | Hely.         | Idő           | Hely.         | Idő      | Hely.    | Idő     | Hely.   | Idő      | Hely.   | Helyezés                 |
| ------------------------------------------------------ | ------------ | ------------- | ------------- | ------------- | ------------- | -------- | -------- | ------- | ------- | -------- | ------- | ------------------------ |
| Steven Dubois                                          | 500 m        | 40,399        | 1.            | 40,494        | 2.            | 40,825   | 4. ADVA  |         |         | 40,669   | 3.      | 3. helyezett, bronzérmes |
| Steven Dubois                                          | 1500 m       |               |               | 2:15,123      | 3.            | 2:38,000 | 6. ADVA  |         |         | 2:09,254 | 2.      | 2. helyezett, ezüstérmes |
| Maxime Laoun                                           | 500 m        | nem ért célba | nem ért célba | kiesett       | kiesett       | kiesett  | kiesett  | kiesett | kiesett | kiesett  | kiesett | 28.                      |
| Jordan Pierre-Gilles                                   | 500 m        | 40,488        | 2.            | nem ért célba | nem ért célba | kiesett  | kiesett  | kiesett | kiesett | kiesett  | kiesett | 18.                      |
| Jordan Pierre-Gilles                                   | 1000 m       | 1:24,067      | 2.            | kizárták      | kizárták      | kiesett  | kiesett  | kiesett | kiesett | kiesett  | kiesett | 16.                      |
| Pascal Dion                                            | 1000 m       | 1:24,711      | 2.            | nem ért célba | nem ért célba | kiesett  | kiesett  | kiesett | kiesett | kiesett  | kiesett | 12.                      |
| Pascal Dion                                            | 1500 m       |               |               | 2:09,723      | 2.            | 2:15,271 | 7.       | kiesett | kiesett | kiesett  | kiesett | 18.                      |
| Charles Hamelin                                        | 1500 m       |               |               | 2:11,239      | 1.            | kizárták | kizárták | kiesett | kiesett | kiesett  | kiesett | 19.                      |
| Pascal Dion Steven Dubois Charles Hamelin Maxime Laoun | 5000 m váltó |               |               |               |               | 6:38,752 | 1.       |         |         | 6:41,257 | 1.      | 1. helyezett, aranyérmes |

Női
- Danaé Blais

| Versenyző                                                    | Versenyszám  | Előfutam      | Előfutam      | Negyeddöntő | Negyeddöntő | Elődöntő | Elődöntő | B döntő  | B döntő | Döntő    | Döntő   | Helyezés                 |
| Versenyző                                                    | Versenyszám  | Idő           | Hely.         | Idő         | Hely.       | Idő      | Hely.    | Idő      | Hely.   | Idő      | Hely.   | Helyezés                 |
| ------------------------------------------------------------ | ------------ | ------------- | ------------- | ----------- | ----------- | -------- | -------- | -------- | ------- | -------- | ------- | ------------------------ |
| Danaé Blais                                                  | 1500 m       |               |               | idő nélkül  | 4.          | kiesett  | kiesett  | kiesett  | kiesett | kiesett  | kiesett | 25.                      |
| Kim Boutin                                                   | 500 m        | 42,732        | 1.            | 42,39       | 1.          | 42,664   | 2.       |          |         | 42,724   | 3.      | 3. helyezett, bronzérmes |
| Kim Boutin                                                   | 1000 m       | nem ért célba | nem ért célba | kiesett     | kiesett     | kiesett  | kiesett  | kiesett  | kiesett | kiesett  | kiesett | 29.                      |
| Kim Boutin                                                   | 1500 m       |               |               | 2:17,739    | 1.          | 2:22,371 | 3.       | 2:45,568 | 3.      |          |         | 10.                      |
| Florence Brunelle                                            | 500 m        | 43,477        | 2.            | kizárták    | kizárták    | kiesett  | kiesett  | kiesett  | kiesett | kiesett  | kiesett | 19.                      |
| Alyson Charles                                               | 500 m        | 42,991        | 2.            | 1:07,206    | 4. ADV      | 42,829   | 4.       | 43,273   | 3.      |          |         | 8.                       |
| Alyson Charles                                               | 1000 m       | 1:29,87       | 3. ADV        | 1:30,161    | 5.          | kiesett  | kiesett  | kiesett  | kiesett | kiesett  | kiesett | 20.                      |
| Courtney Sarault                                             | 1000 m       | 1:27,798      | 1.            | 1:29,450    | 3.          | kiesett  | kiesett  | kiesett  | kiesett | kiesett  | kiesett | 11.                      |
| Courtney Sarault                                             | 1500 m       |               |               | 2:20,365    | 1.          | 2:18,316 | 4.       | 2:45,606 | 4.      |          |         | 11.                      |
| Kim Boutin Florence Brunelle Alyson Charles Courtney Sarault | 3000 m váltó |               |               |             |             | 4:05,89  | 1.       |          |         | 4:04,329 | 4.      | 4.                       |

Vegyes
| Versenyző                                                                                    | Versenyszám  | Negyeddöntő | Negyeddöntő | Elődöntő | Elődöntő | B döntő | B döntő | Döntő    | Döntő    | Helyezés |
| Versenyző                                                                                    | Versenyszám  | Idő         | Hely.       | Idő      | Hely.    | Idő     | Hely.   | Idő      | Hely.    | Helyezés |
| -------------------------------------------------------------------------------------------- | ------------ | ----------- | ----------- | -------- | -------- | ------- | ------- | -------- | -------- | -------- |
| Kim Boutin Florence Brunelle Pascal Dion Steven Dubois Jordan Pierre-Gilles Courtney Sarault | 2000 m váltó | 2:36,747    | 2.          | 2:36,808 | 1.       |         |         | kizárták | kizárták | 6.       |

## Síakrobatika
Ugrás
| Versenyző              | Versenyszám | Selejtező  | Selejtező  | Selejtező  | Selejtező     | Selejtező  | Döntő      | Döntő      | Döntő         | Döntő      | Döntő      | Helyezés |
| Versenyző              | Versenyszám | 1. forduló | 1. forduló | 2. forduló | 2. forduló    | 2. forduló | 1. forduló | 1. forduló | 1. forduló    | 1. forduló | 2. forduló | Helyezés |
| Versenyző              | Versenyszám | Pont       | Hely.      | Pont       | Jobb eredmény | Hely.      | 1. ugrás   | 2.ugrás    | Jobb eredmény | Hely.      | Pont       | Helyezés |
| ---------------------- | ----------- | ---------- | ---------- | ---------- | ------------- | ---------- | ---------- | ---------- | ------------- | ---------- | ---------- | -------- |
| Miha Fontaine          | Férfi       | 115,05     | 11.        | 107,69     | 115,05        | 7.         | kiesett    | kiesett    | kiesett       | kiesett    | kiesett    | 13.      |
| Lewis Irving           | Férfi       | 103,98     | 19.        | 80,99      | 103,98        | 17.        | kiesett    | kiesett    | kiesett       | kiesett    | kiesett    | 23.      |
| Émile Nadeau           | Férfi       | 112,83     | 13.        | 102,26     | 112,83        | 11.        | kiesett    | kiesett    | kiesett       | kiesett    | kiesett    | 17.      |
| Flavie Aumond          | Női         | 76,86      | 18.        | 73,95      | 76,86         | 13.        | kiesett    | kiesett    | kiesett       | kiesett    | kiesett    | 19.      |
| Naomy Boudreau-Guertin | Női         | 77,43      | 16.        | 67,04      | 77,43         | 12.        | kiesett    | kiesett    | kiesett       | kiesett    | kiesett    | 18.      |
| Marion Thénault        | Női         | 93,06      | 5.         | kiemelt    | kiemelt       | kiemelt    | 66,97      | 91,29      | 91,29         | 7.         | kiesett    | 7.       |

| Versenyző                                  | Versenyszám | 1. forduló | 1. forduló | 2. forduló | 2. forduló               |
| Versenyző                                  | Versenyszám | Pont       | Hely.      | Pont       | Hely.                    |
| ------------------------------------------ | ----------- | ---------- | ---------- | ---------- | ------------------------ |
| Marion Thénault Miha Fontaine Lewis Irving | Vegyes      | 326,94     | 3.         | 290,98     | 3. helyezett, bronzérmes |

Akrobatika
Férfi
| Versenyző          | Versenyszám | Selejtező | Selejtező | Selejtező | Selejtező     | Selejtező | Döntő    | Döntő    | Döntő    | Döntő         | Döntő    |
| Versenyző          | Versenyszám | 1. futam  | 2. futam  | 3. futam  | Jobb eredmény | Hely.     | 1. futam | 2. futam | 3. futam | Jobb eredmény | Helyezés |
| ------------------ | ----------- | --------- | --------- | --------- | ------------- | --------- | -------- | -------- | -------- | ------------- | -------- |
| Teal Harle         | Big air     | 26,50     | 24,25     | 20,25     | 46,75         | 31.       | kiesett  | kiesett  | kiesett  | kiesett       | 31.      |
| Teal Harle         | Slopestyle  | 36,05     | 33,81     |           | 36,05         | 26.       | kiesett  | kiesett  | kiesett  | kiesett       | 26.      |
| Evan McEachran     | Big air     | 81,75     | 88,50     | 39,75     | 170,25        | 11.       | 93,00    | 22,50    | 11,50    | 115,50        | 9.       |
| Evan McEachran     | Slopestyle  | 40,90     | 33,70     |           | 40,90         | 24.       | kiesett  | kiesett  | kiesett  | kiesett       | 24.      |
| Max Moffatt        | Big air     | 83,00     | 64,00     | 61,00     | 147,00        | 20.       | kiesett  | kiesett  | kiesett  | kiesett       | 20.      |
| Max Moffatt        | Slopestyle  | 74,06     | 35,16     |           | 74,06         | 11.       | 47,18    | 65,31    | 70,40    | 70,40         | 9.       |
| Édouard Therriault | Big air     | 83,50     | 42,00     | 84,50     | 168,00        | 13.       | kiesett  | kiesett  | kiesett  | kiesett       | 13.      |
| Édouard Therriault | Slopestyle  | 70,40     | 23,75     |           | 70,40         | 13.       | kiesett  | kiesett  | kiesett  | kiesett       | 13.      |
| Noah Bowman        | Félcső      | 78,25     | 85,50     |           | 85,50         | 6.        | 84,25    | 84,75    | 21,25    | 84,75         | 4.       |
| Simon d'Artois     | Félcső      | 82,50     | 68,25     |           | 82,50         | 8.        | 7,25     | 7,00     | 63,75    | 63,75         | 10.      |
| Brendan Mackay     | Félcső      | 87,25     | 85,00     |           | 87,25         | 5.        | 4,00     | 65,50    | 27,00    | 65,50         | 9.       |

Női
| Versenyző      | Versenyszám | Selejtező  | Selejtező  | Selejtező  | Selejtező     | Selejtező  | Döntő    | Döntő      | Döntő      | Döntő         | Döntő                    |
| Versenyző      | Versenyszám | 1. futam   | 2. futam   | 3. futam   | Jobb eredmény | Hely.      | 1. futam | 2. futam   | 3. futam   | Jobb eredmény | Helyezés                 |
| -------------- | ----------- | ---------- | ---------- | ---------- | ------------- | ---------- | -------- | ---------- | ---------- | ------------- | ------------------------ |
| Olivia Asselin | Big air     | 60,75      | 87,00      | 16,00      | 147,75        | 11.        | 62,00    | 60,25      | 85,00      | 147,50        | 8.                       |
| Olivia Asselin | Slopestyle  | 64,68      | 6,75       |            | 64,68         | 11.        | 16,83    | nem indult | nem indult | 16,83         | 11.                      |
| Elena Gaskell  | Big air     | nem indult | nem indult | nem indult | nem indult    | nem indult | kiesett  | kiesett    | kiesett    | kiesett       | kiesett                  |
| Megan Oldham   | Big air     | 80,00      | 91,25      | 8,25       | 171,25        | 1.         | 85,00    | 89,25      | 88,75      | 178,00        | 4.                       |
| Megan Oldham   | Slopestyle  | 6,45       | 63,10      |            | 63,10         | 13.        | kiesett  | kiesett    | kiesett    | kiesett       | 13.                      |
| Amy Fraser     | Félcső      | 75,25      | 75,75      |            | 75,75         | 11.        | 75,25    | 35,75      | 11,00      | 75,25         | 8.                       |
| Rachael Karker | Félcső      | 88,50      | 89,50      |            | 89,50         | 2.         | 87,75    | 85,25      | 38,00      | 87,75         | 3. helyezett, bronzérmes |
| Cassie Sharpe  | Félcső      | 86,25      | 79,00      |            | 86,25         | 6.         | 89,00    | 90,00      | 90,75      | 90,75         | 2. helyezett, ezüstérmes |

Mogul
| Versenyző               | Versenyszám | Selejtező  | Selejtező  | Selejtező  | Selejtező  | Selejtező  | Selejtező  | Selejtező  | Selejtező  | Döntő         | Döntő         | Döntő         | Döntő         | Döntő         | Döntő         | Döntő         | Döntő         | Döntő      | Döntő      | Döntő      | Helyezés                 |
| Versenyző               | Versenyszám | 1. forduló | 1. forduló | 1. forduló | 1. forduló | 2. forduló | 2. forduló | 2. forduló | 2. forduló | 1. forduló    | 1. forduló    | 1. forduló    | 1. forduló    | 2. forduló    | 2. forduló    | 2. forduló    | 2. forduló    | 3. forduló | 3. forduló | 3. forduló | Helyezés                 |
| Versenyző               | Versenyszám | Idő        | Pont       | Össz.      | Hely.      | Idő        | Pont       | Össz.      | Hely.      | Idő           | Pont          | Össz.         | Hely.         | Idő           | Pont          | Össz.         | Hely.         | Idő        | Pont       | Össz.      | Helyezés                 |
| ----------------------- | ----------- | ---------- | ---------- | ---------- | ---------- | ---------- | ---------- | ---------- | ---------- | ------------- | ------------- | ------------- | ------------- | ------------- | ------------- | ------------- | ------------- | ---------- | ---------- | ---------- | ------------------------ |
| Mikaël Kingsbury        | Férfi       | 24,71      | 65,74      | 81,15      | 1.         | kiemelt    | kiemelt    | kiemelt    | kiemelt    | 25,30         | 67,14         | 81,78         | 1.            | 25,50         | 65,22         | 79,59         | 2.            | 25,02      | 67,17      | 82,18      | 2. helyezett, ezüstérmes |
| Laurent Dumais          | Férfi       | 24,52      | 54,09      | 69,76      | 24.        | 25,32      | 46,78      | 71,39      | 16.        | kiesett       | kiesett       | kiesett       | kiesett       | kiesett       | kiesett       | kiesett       | kiesett       | kiesett    | kiesett    | kiesett    | 26.                      |
| Chloé Dufour-Lapointe   | Női         | 28,85      | 54,82      | 70,31      | 11.        | 28,77      | 54,87      | 70,45      | 6.         | 28,93         | 58,20         | 73,60         | 12.           | 28,65         | 57,25         | 72,96         | 9.            | kiesett    | kiesett    | kiesett    | 9.                       |
| Justine Dufour-Lapointe | Női         | 29,29      | 56,46      | 71,45      | 10.        | kiemelt    | kiemelt    | kiemelt    | kiemelt    | nem ért célba | nem ért célba | nem ért célba | nem ért célba | kiesett       | kiesett       | kiesett       | kiesett       | kiesett    | kiesett    | kiesett    | 20.                      |
| Sofiane Gagnon          | Női         | 28,61      | 52,71      | 68,47      | 14.        | 28,39      | 59,62      | 75,63      | 1.         | 28,36         | 58,40         | 74,44         | 8.            | nem ért célba | nem ért célba | nem ért célba | nem ért célba | kiesett    | kiesett    | kiesett    | 12.                      |

Síkrossz
| Versenyző         | Versenyszám | Selejtező | Selejtező | Nyolcaddöntő | Negyeddöntő | Elődöntő | Döntő       | Helyezés                 |
| Versenyző         | Versenyszám | Idő       | Hely.     | Helyezés     | Helyezés    | Helyezés | Helyezés    | Helyezés                 |
| ----------------- | ----------- | --------- | --------- | ------------ | ----------- | -------- | ----------- | ------------------------ |
| Kevin Drury       | Férfi       | 1:13,11   | 15.       | 2.           | 3.          | kiesett  | kiesett     | 12.                      |
| Reece Howden      | Férfi       | 1:12,37   | 5.        | 1.           | 3.          | kiesett  | kiesett     | 9.                       |
| Brady Leman       | Férfi       | 1:12,30   | 4.        | 2.           | 2.          | 4.       | Kisdöntő 2. | 6.                       |
| Jared Schmidt     | Férfi       | 1:12,39   | 6.        | 2.           | 3.          | kiesett  | kiesett     | 10.                      |
| Courtney Hoffos   | Női         | 1:18,28   | 8.        | 1.           | 2.          | 4.       | Kisdöntő 2. | 6.                       |
| Brittany Phelan   | Női         | 1:18,17   | 7.        | 1.           | 2.          | 3.       | Kisdöntő 1. | 5.                       |
| Hannah Schmidt    | Női         | 1:18,07   | 4.        | 1.           | 2.          | 3.       | Kisdöntő 3. | 7.                       |
| Marielle Thompson | Női         | 1:18,16   | 5.        | 1.           | 1.          | 2.       | 2.          | 2. helyezett, ezüstérmes |

## Sífutás
Távolsági
Férfi
| Versenyző                                               | Versenyszám     | Klasszikus | Klasszikus | Szabad     | Szabad     | Összesen   | Összesen |
| Versenyző                                               | Versenyszám     | Idő        | Hely.      | Idő        | Hely.      | Idő        | Helyezés |
| ------------------------------------------------------- | --------------- | ---------- | ---------- | ---------- | ---------- | ---------- | -------- |
| Antoine Cyr                                             | 15 km           |            |            |            |            | 41:17,7    | 37.      |
| Antoine Cyr                                             | 30 km           | 42:27,3    | 39.        | 42:25,2    | 45.        | 1:25:26,0  | 42.      |
| Rémi Drolet                                             | 15 km           |            |            |            |            | 41:07,7    | 33.      |
| Rémi Drolet                                             | 30 km           | 44:39,9    | 55.        | lekörözték | lekörözték | lekörözték | 55.      |
| Rémi Drolet                                             | 50 km           |            |            |            |            | 1:16:21,7  | 35.      |
| Olivier Léveillé                                        | 15 km           |            |            |            |            | 40:52,0    | 29.      |
| Olivier Léveillé                                        | 30 km           | 42:07,5    | 34.        | 41:03,3    | 36.        | 1:23:42,0  | 31.      |
| Olivier Léveillé                                        | 50 km           |            |            |            |            | 1:15:54,3  | 27.      |
| Antoine Cyr Rémi Drolet Olivier Léveillé Graham Ritchie | 4 × 10 km váltó |            |            |            |            | 1:40:21,5  | 12.      |

Női
| Versenyző                                                                     | Versenyszám    | Klasszikus | Klasszikus | Szabad  | Szabad | Összesen  | Összesen |
| Versenyző                                                                     | Versenyszám    | Idő        | Hely.      | Idő     | Hely.  | Idő       | Helyezés |
| ----------------------------------------------------------------------------- | -------------- | ---------- | ---------- | ------- | ------ | --------- | -------- |
| Dahria Beatty                                                                 | 10 km          |            |            |         |        | 30:00,2   | 18.      |
| Dahria Beatty                                                                 | 15 km          | 24:40,1    | 34.        | 23:34,7 | 31.    | 48:52,0   | 28.      |
| Dahria Beatty                                                                 | 30 km          |            |            |         |        | 1:32:33,3 | 39.      |
| Olivia Bouffard-Nesbitt                                                       | 10 km          |            |            |         |        | 33:01,1   | 61.      |
| Olivia Bouffard-Nesbitt                                                       | 15 km          | 25:27,3    | 46.        | 24:11,7 | 42.    | 50:11,7   | 44.      |
| Cendrine Browne                                                               | 10 km          |            |            |         |        | 31:47,9   | 48.      |
| Cendrine Browne                                                               | 15 km          | 24:15,7    | 19.        | 23:08,1 | 20.    | 47:58,1   | 20.      |
| Cendrine Browne                                                               | 30 km          |            |            |         |        | 1:31:21,6 | 16.      |
| Laura Leclair                                                                 | 30 km          |            |            |         |        | 1:40:14,5 | 51.      |
| Katherine Stewart-Jones                                                       | 10 km          |            |            |         |        | 31:08,6   | 36.      |
| Katherine Stewart-Jones                                                       | 15 km          | 24:16,4    | 20.        | 23:22,7 | 25.    | 48:17,3   | 23.      |
| Katherine Stewart-Jones                                                       | 30 km          |            |            |         |        | 1:32:33,3 | 30.      |
| Dahria Beatty Olivia Bouffard-Nesbitt Cendrine Browne Katherine Stewart-Jones | 4 × 5 km váltó |            |            |         |        | 57:20,9   | 9.       |

Sprint
| Versenyző                             | Versenyszám         | Selejtező | Selejtező | Negyeddöntő | Negyeddöntő | Elődöntő | Elődöntő | Döntő    | Helyezés |
| Versenyző                             | Versenyszám         | Idő       | Hely.     | Idő         | Hely.       | Idő      | Hely.    | Idő      | Helyezés |
| ------------------------------------- | ------------------- | --------- | --------- | ----------- | ----------- | -------- | -------- | -------- | -------- |
| Antoine Cyr                           | Férfi egyéni sprint | 3:02,59   | 56.       | kiesett     | kiesett     | kiesett  | kiesett  | kiesett  | 56.      |
| Olivier Léveillé                      | Férfi egyéni sprint | 3:02,26   | 54.       | kiesett     | kiesett     | kiesett  | kiesett  | kiesett  | 54.      |
| Graham Ritchie                        | Férfi egyéni sprint | 2:55,04   | 34.       | kiesett     | kiesett     | kiesett  | kiesett  | kiesett  | 34.      |
| Antoine Cyr Graham Ritchie            | Férfi csapatsprint  |           |           |             |             | 20:18,71 | 4.       | 19:45,30 | 5.       |
| Dahria Beatty                         | Női egyéni sprint   | 3:23,54   | 28.       | 3:18,73     | 5.          | kiesett  | kiesett  | kiesett  | 25.      |
| Olivia Bouffard-Nesbitt               | Női egyéni sprint   | 3:25,92   | 40.       | kiesett     | kiesett     | kiesett  | kiesett  | kiesett  | 40.      |
| Cendrine Browne                       | Női egyéni sprint   | 3:24,85   | 35.       | kiesett     | kiesett     | kiesett  | kiesett  | kiesett  | 35.      |
| Laura Leclair                         | Női egyéni sprint   | 3:35,31   | 58.       | kiesett     | kiesett     | kiesett  | kiesett  | kiesett  | 58.      |
| Dahria Beatty Katherine Stewart-Jones | Női csapatsprint    |           |           |             |             | 24:03,7  | 6.       | kiesett  | 12.      |

## Síugrás
Férfi
| Versenyző             | Versenyszám | Selejtező | Selejtező | Selejtező | 1. ugrás | 1. ugrás | 1. ugrás | 2. ugrás | 2. ugrás | 2. ugrás | Összesítés | Összesítés |
| Versenyző             | Versenyszám | Táv       | Pont      | Hely.     | Táv      | Pont     | Hely.    | Táv      | Pont     | Hely.    | Pont       | Helyezés   |
| --------------------- | ----------- | --------- | --------- | --------- | -------- | -------- | -------- | -------- | -------- | -------- | ---------- | ---------- |
| Mackenzie Boyd-Clowes | Normálsánc  | 94,5      | 97,1      | 17.       | 100,5    | 129,8    | 12.      | 100,0    | 122,8    | 19.      | 252,6      | 16.        |
| Mackenzie Boyd-Clowes | Nagysánc    | 122,0     | 115,8     | 18.       | 128,5    | 119,2    | 33.      | kiesett  | kiesett  | kiesett  | kiesett    | kiesett    |
| Matthew Soukup        | Normálsánc  | 75,0      | 52,7      | 47.       | 92,0     | 103,0    | 45.      | kiesett  | kiesett  | kiesett  | kiesett    | kiesett    |
| Matthew Soukup        | Nagysánc    | 108,5     | 82,0      | 47.       | 115,0    | 90,8     | 49.      | kiesett  | kiesett  | kiesett  | kiesett    | kiesett    |

Női
| Versenyző          | Versenyszám | Első forduló | Első forduló | Első forduló | Döntő   | Döntő   | Döntő   | Összesítés | Összesítés |
| Versenyző          | Versenyszám | Táv          | Pont         | Hely.        | Táv     | Pont    | Hely.   | Pont       | Helyezés   |
| ------------------ | ----------- | ------------ | ------------ | ------------ | ------- | ------- | ------- | ---------- | ---------- |
| Alexandria Loutitt | Normálsánc  | kizárták     | kizárták     | kizárták     | kiesett | kiesett | kiesett | kiesett    | kiesett    |
| Abigail Strate     | Normálsánc  | 75,5         | 71,7         | 26.          | 84,5    | 90,12   | 12.     | 161,9      | 23.        |

Vegyes
| Versenyző                                                              | Versenyszám   | Első forduló | Első forduló | Első forduló | Döntő | Döntő | Döntő | Összesítés | Összesítés               |
| Versenyző                                                              | Versenyszám   | Táv          | Pont         | Hely.        | Táv   | Pont  | Hely. | Pont       | Helyezés                 |
| ---------------------------------------------------------------------- | ------------- | ------------ | ------------ | ------------ | ----- | ----- | ----- | ---------- | ------------------------ |
| Alexandria Loutitt Matthew Soukup Abigail Strate Mackenzie Boyd-Clowes | Csapatverseny | 366,0        | 415,4        | 4.           | 372,0 | 429,2 | 5.    | 844,6      | 3. helyezett, bronzérmes |

## Snowboard
Akrobatika
Férfi
| Versenyző         | Versenyszám | Selejtező | Selejtező | Selejtező | Selejtező     | Selejtező | Döntő    | Döntő    | Döntő    | Döntő         | Helyezés                 |
| Versenyző         | Versenyszám | 1. futam  | 2. futam  | 3. futam  | Jobb eredmény | Hely.     | 1. futam | 2. futam | 3. futam | Jobb eredmény | Helyezés                 |
| ----------------- | ----------- | --------- | --------- | --------- | ------------- | --------- | -------- | -------- | -------- | ------------- | ------------------------ |
| Mark McMorris     | Big air     | 81,50     | 65,75     | 65,75     | 147,25        | 8.        | 80,50    | 21,00    | 33,25    | 113,75        | 10.                      |
| Mark McMorris     | Slopestyle  | 62,70     | 83,30     |           | 83,30         | 2.        | 76,98    | 80,85    | 88,53    | 88,53         | 3. helyezett, bronzérmes |
| Max Parrot        | Big air     | 78,25     | 86,50     | 26,50     | 164,75        | 1.        | 28,25    | 94,00    | 76,25    | 170,25        | 3. helyezett, bronzérmes |
| Max Parrot        | Slopestyle  | 70,11     | 36,68     |           | 70,11         | 10.       | 79,86    | 90,96    | 36,56    | 90,96         | 1. helyezett, aranyérmes |
| Darcy Sharpe      | Big air     | 29,00     | 77,50     | 64,50     | 142,00        | 12.       | 20,00    | 82,00    | 5,75     | 87,75         | 12.                      |
| Darcy Sharpe      | Slopestyle  | 45,46     | 25,15     |           | 45,46         | 23.       | kiesett  | kiesett  | kiesett  | kiesett       | 23.                      |
| Sébastien Toutant | Big air     | 67,00     | 22,50     | 11,25     | 89,50         | 26.       | kiesett  | kiesett  | kiesett  | kiesett       | 26.                      |
| Sébastien Toutant | Slopestyle  | 23,68     | 71,06     |           | 71,06         | 8.        | 52,63    | 30,40    | 54,00    | 54,00         | 9.                       |
| Liam Gill         | Halfpipe    | 16,75     | 15,50     |           | 16,75         | 23.       | kiesett  | kiesett  | kiesett  | kiesett       | 23.                      |

Női
| Versenyző         | Versenyszám | Selejtező | Selejtező | Selejtező | Selejtező     | Selejtező | Döntő    | Döntő    | Döntő    | Döntő         | Helyezés |
| Versenyző         | Versenyszám | 1. futam  | 2. futam  | 3. futam  | Jobb eredmény | Hely.     | 1. futam | 2. futam | 3. futam | Jobb eredmény | Helyezés |
| ----------------- | ----------- | --------- | --------- | --------- | ------------- | --------- | -------- | -------- | -------- | ------------- | -------- |
| Jasmine Baird     | Big air     | 69,00     | 60,50     | 69,00     | 129,50        | 10.       | 68,75    | 48,75    | 61,25    | 130,00        | 7.       |
| Jasmine Baird     | Slopestyle  | 49,50     | 14,41     |           | 49,50         | 16.       | kiesett  | kiesett  | kiesett  | kiesett       | 16.      |
| Laurie Blouin     | Big air     | 68,00     | 67,25     | 88,25     | 156,25        | 4.        | 13,50    | 86,25    | 28,75    | 115,00        | 8.       |
| Laurie Blouin     | Slopestyle  | 66,85     | 71,55     |           | 71,55         | 7.        | 77,96    | 46,70    | 81,42    | 81,42         | 4.       |
| Brooke Voigt      | Big air     | 65,00     | 31,00     | 17,50     | 96,00         | 21.       | kiesett  | kiesett  | kiesett  | kiesett       | 21.      |
| Brooke Voigt      | Slopestyle  | 37,11     | 12,78     |           | 37,11         | 22.       | kiesett  | kiesett  | kiesett  | kiesett       | 22.      |
| Brooke D’Hondt    | Halfpipe    | 69,25     | 70,00     |           | 70,00         | 10.       | 66,75    | 11,00    | 9,00     | 66,75         | 10.      |
| Elizabeth Hosking | Halfpipe    | 10,00     | 70,53     |           | 70,53         | 9.        | 73,00    | 79,25    | 5,00     | 79,25         | 6.       |

Parallel giant slalom
| Versenyző          | Versenyszám | Selejtező     | Selejtező     | Nyolcaddöntő                   | Negyeddöntő       | Elődöntő          | Döntő             | Helyezés |
| Versenyző          | Versenyszám | Idő           | Hely.         | Ellenfél Eredmény              | Ellenfél Eredmény | Ellenfél Eredmény | Ellenfél Eredmény | Helyezés |
| ------------------ | ----------- | ------------- | ------------- | ------------------------------ | ----------------- | ----------------- | ----------------- | -------- |
| Sébastien Beaulieu | Férfi       | 1:24,52       | 27.           | kiesett                        | kiesett           | kiesett           | kiesett           | 27.      |
| Arnaud Gaudet      | Férfi       | 1:24,43       | 26.           | kiesett                        | kiesett           | kiesett           | kiesett           | 26.      |
| Jules Lefebvre     | Férfi       | 1:22,94       | 20.           | kiesett                        | kiesett           | kiesett           | kiesett           | 20.      |
| Kaylie Buck        | Női         | 1:30,14       | 21.           | kiesett                        | kiesett           | kiesett           | kiesett           | 21.      |
| Megan Farrell      | Női         | 1:28,37       | 10.           | Daniela Ulbing (AUT) · V +0,50 | kiesett           | kiesett           | kiesett           | 12.      |
| Jennifer Hawkrigg  | Női         | nem ért célba | nem ért célba | kiesett                        | kiesett           | kiesett           | kiesett           | –        |

Snowboard cross
| Versenyző                    | Versenyszám | Rangsorolás | Rangsorolás | Nyolcaddöntő | Negyeddöntő | Elődöntő | Döntő    | Helyezés                 |
| Versenyző                    | Versenyszám | Idő         | Hely.       | Helyezés     | Helyezés    | Helyezés | Helyezés | Helyezés                 |
| ---------------------------- | ----------- | ----------- | ----------- | ------------ | ----------- | -------- | -------- | ------------------------ |
| Éliot Grondin                | Férfi       | 1:16,29     | 1.          | 1.           | 1.          | 1.       | 2.       | 2. helyezett, ezüstérmes |
| Kevin Hill                   | Férfi       | 1:19,45     | 26.         | 4.           | kiesett     | kiesett  | kiesett  | 27.                      |
| Liam Moffatt                 | Férfi       | 1:18,45     | 13.         | 3.           | kiesett     | kiesett  | kiesett  | 19.                      |
| Zoe Bergermann               | Női         | 1:25,84     | 24.         | 2.           | 4.          | kiesett  | kiesett  | 15.                      |
| Tess Critchlow               | Női         | 1:26,13     | 26.         | 2.           | 1.          | 3.       | 2.       | 6.                       |
| Audrey McManiman             | Női         | 1:24,98     | 13.         | 2.           | 3.          | kiesett  | kiesett  | 11.                      |
| Meryeta O’Dine               | Női         | 1:23,01     | 3.          | 1.           | 1.          | 1.       | 3.       | 3. helyezett, bronzérmes |
| Tess Critchlow Liam Moffatt  | Vegyes      |             |             |              | 3.          | kiesett  | kiesett  | =9.                      |
| Éliot Grondin Meryeta O′Dine | Vegyes      |             |             |              | 2.          | 2.       | 3.       | 3. helyezett, bronzérmes |

## Szánkó
| Versenyző                   | Versenyszám | 1. futam | 1. futam | 2. futam | 2. futam | 3. futam | 3. futam | 4. futam | 4. futam | Összesítés | Összesítés |
| Versenyző                   | Versenyszám | Idő      | Hely.    | Idő      | Hely.    | Idő      | Hely.    | Idő      | Hely.    | Idő        | Helyezés   |
| --------------------------- | ----------- | -------- | -------- | -------- | -------- | -------- | -------- | -------- | -------- | ---------- | ---------- |
| Reid Watts                  | Férfi egyes | 58,049   | 14.      | 59,071   | 25.      | 58,108   | 15.      | 58,065   | 16.      | 3:53,293   | 17.        |
| Natalie Corless             | Női egyes   | 59,193   | 15.      | 59,316   | 17.      | 59,176   | 21.      | 59,570   | 15.      | 3:57,255   | 16.        |
| Trinity Ellis               | Női egyes   | 59,219   | 16.      | 59,053   | 11.      | 58,888   | 13.      | 59,704   | 17.      | 3:56,864   | 14.        |
| Makena Hodgson              | Női egyes   | 59,505   | 19.      | 59,477   | 18.      | 59,286   | 22.      | 59,568   | 13.      | 3:57,536   | 17.        |
| Tristan Walker Justin Snith | Kettes      | 58,895   | 7.       | 59,023   | 8.       |          |          |          |          | 1:57,918   | 7.         |

| Versenyző                                            | Versenyszám  | Női      | Női   | Férfi    | Férfi | Kettes   | Kettes | Összesítés | Összesítés |
| Versenyző                                            | Versenyszám  | Idő      | Hely. | Idő      | Hely. | Idő      | Hely.  | Idő        | Helyezés   |
| ---------------------------------------------------- | ------------ | -------- | ----- | -------- | ----- | -------- | ------ | ---------- | ---------- |
| Trinity Ellis Reid Watts Tristan Walker Justin Snith | Vegyes váltó | 1:00,880 | 7.    | 1:00,210 | 7.    | 1:00,110 | 3.     | 3:05,235   | 6.         |

## Szkeleton
| Versenyző      | Versenyszám | 1. futam | 1. futam | 2. futam | 2. futam | 3. futam | 3. futam | 4. futam | 4. futam | Összesítés | Összesítés |
| Versenyző      | Versenyszám | Idő      | Hely.    | Idő      | Hely.    | Idő      | Hely.    | Idő      | Hely.    | Idő        | Helyezés   |
| -------------- | ----------- | -------- | -------- | -------- | -------- | -------- | -------- | -------- | -------- | ---------- | ---------- |
| Blake Enzie    | Férfi       | 1:01,65  | 19.      | 1:01,76  | 20.      | 1:01,93  | 21.      | 1:01,54  | 19.      | 4:06,88    | 20.        |
| Jane Channell  | Női         | 1:02,59  | 13.      | 1:03,31  | 22.      | 1:02,71  | 19.      | 1:02,34  | 10.      | 4:10,95    | 17.        |
| Mirela Rahneva | Női         | 1:02,03  | 1.       | 1:03,14  | 18.      | 1:01,72  | 2.       | 1:02,26  | 6.       | 4:09,15    | 5.         |